# USS Maine (ACR-1)
El USS Maine (ACR-1) fue un acorazado pre-dreadnought de segunda clase de la Armada de los Estados Unidos, el segundo en entrar en servicio y el primer buque de la Armada estadounidense en portar el nombre del estado de Maine. Junto a su gemelo, el Texas, fue construido en respuesta al acorazado brasileño Riachuelo y al incremento de las fuerzas navales de Hispanoamérica. La disposición de su armamento principal era similar al del Ironclad británico HMS Inflexible (1876) y comparable al de los buques italianos. Sus dos torretas principales estaban dispuestas en échelon, escalonadas una a cada costado de la nave, a estribor la de proa y a babor la de popa, con cortes en la superestructura, para permitir el fuego a ambos costados, así como en caza o retirada. Carecía de mástiles completos, debido a la mayor fiabilidad de las máquinas de vapor en el momento de su construcción.
A pesar de estos avances, el Maine era un buque obsoleto en el momento de su entrada en servicio, debido a varios factores, entre los que están su prolongado periodo de construcción, los cambios en los roles a desempeñar por los buques de su tipo en la táctica naval y en la tecnología. La generalización del uso del  acero en la construcción de buques de guerra hizo que el uso de los espolones resultara peligroso para el buque atacante. El potencial daño que podía provocar al propio buque la onda expansiva y el fogonazo en caso de disparar “en cruz”, hizo que la disposición de la artillería principal en échelon fuera rápidamente abandonada por las potencias navales europeas antes de que el Maine llegara a entrar en servicio. El cambio del rol de los cruceros acorazados, desde un pequeño, fuertemente blindado y armado buque, que podía sustituir a un acorazado en determinadas circunstancias, cambiaron hacia un buque rápido y ligeramente blindado, con la misión de atacar las rutas comerciales, aceleraron rápidamente su obsolescencia. A pesar de estas desventajas, el Maine fue visto como un avance en el diseño de buques de guerra estadounidenses.
El Maine es conocido por su catastrófica pérdida en el Puerto de La Habana en la mañana del 15 de febrero de 1898. Fue enviado para proteger los intereses de los ciudadanos estadounidenses durante las revueltas cubanas contra España. Estalló de repente, sin previo aviso, perdiendo la vida en la explosión tres cuartas partes de su tripulación. Las causas de la explosión no quedaron claras en una comisión de investigación, pero la opinión pública estadounidense, avivada por las proclamas incendiarias de la prensa amarillista estadounidense realizadas por William Randolph Hearst y Joseph Pulitzer, culpó a España. La frase «¡Recordad el Maine, al infierno con España!» («Remember the Maine, to Hell with Spain!») se convirtió en un grito para quienes clamaban por la guerra, que se materializó en la Guerra hispano-estadounidense ese mismo año. Aunque el hundimiento del Maine no fue la causa directa de la confrontación, sirvió como catalizador, acelerando el desarrollo de los acontecimientos.
La causa del hundimiento del Maine aún continúa siendo objeto de especulaciones. Las sugerencias han incluido desde un incendio no detectado en un carbonera, imprudentemente localizada junto a los pañoles de munición, a una mina naval y a su hundimiento deliberado por algunas de las facciones interesadas; cubanos pro-españoles, marinos españoles, insurgentes cubanos o marinos estadounidenses interesados en provocar el desencadenamiento de la guerra mediante una operación de bandera falsa.

## Trasfondo

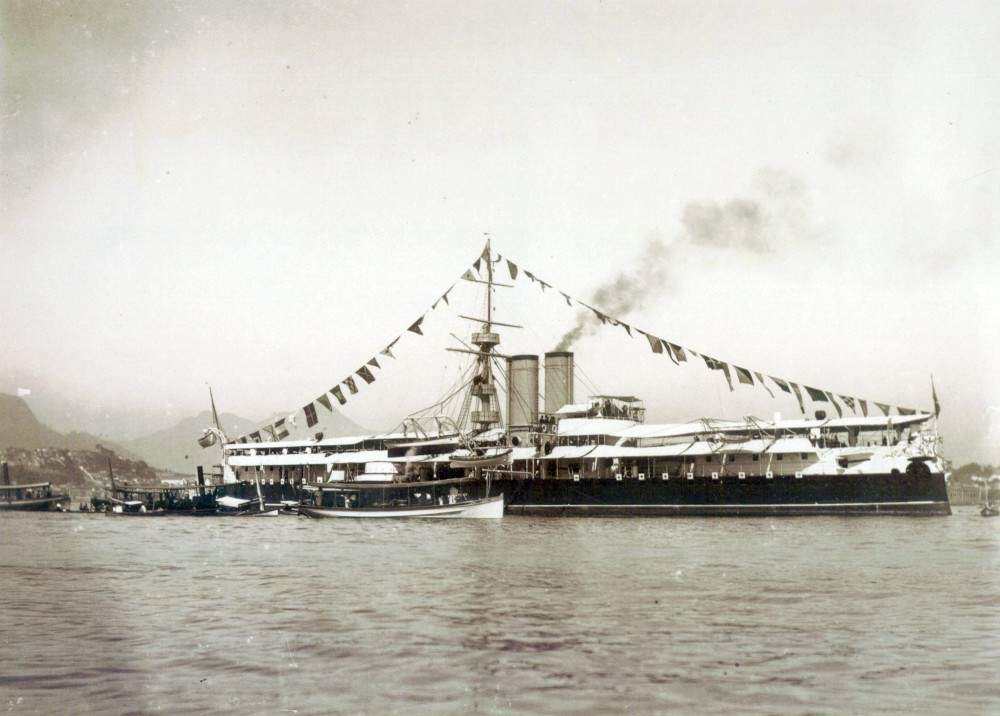
El acorazado brasileño Riachuelo, que provocó la construcción del Maine.

La entrega del acorazado brasileño Riachuelo en 1883, y la adquisición poco después de otros modernos buques blindados en Europa por parte de Brasil, Argentina y Chile, alarmaron al gobierno de los Estados Unidos, ya que la marina brasileña, se había convertido en la fuerza naval más poderosa del hemisferio occidental. El presidente del comité de asuntos navales, Hilary A. Herbert declaró en el congreso: «Si toda nuestra vieja armada fuera desplegada en mitad del océano para enfrentarse al Riachuelo es dudoso que algún buque lograra regresar a puerto».
Estos acontecimientos ayudaron a dar actualidad a una serie de debates que habían tenido lugar en el consejo asesor naval desde 1881. El consejo sabía que, en ese momento, la flota de los Estados Unidos no era rival para ninguna de las principales escuadras navales europeas (Inglaterra, España, Francia y Rusia) y que, en el mejor de los casos, podría atacar el tráfico mercante, esperando realizar avances a costa del agotamiento del rival. 
Por otra parte, la proyección naval de fuerzas mediante el uso de acorazados iba en contra de la política aislacionista del gobierno. Mientras que algunos en el consejo apoyaban una estricta política de saqueo comercial en caso de conflicto, otros argumentaban que esta sería ineficaz con una flota de acorazados enemigos estacionados frente a las costas estadounidenses. Las dos facciones se encontraban en un punto muerto hasta la aparición del Riachuelo.
El comité, que se veía ahora enfrentada a la posibilidad concreta de buques de guerra hostiles operando frente a las costas de los Estados Unidos, comenzó a planear buques para proteger dicha costa en 1884. Los nuevos buques debían ser capaces de operar desde los puertos existentes, por lo que debían tener poco calado para poder utilizar las bases navales estadounidenses. Su manga máxima se fijó de manera similar, y el comité fijó una eslora de en torno a 300 pies y un desplazamiento máximo de unas 7000 t. Un año después, el Bureau of Construction and Repair (C & R) presentó dos diseños al secretario de la Armada William Collins Whitney, uno para un acorazado de 7500 t y otro para un crucero acorazado de 5000 t. Whitney decidió instar al congreso para que autorizara la construcción de dos buques de 6000 t, que fueron autorizados en agosto de 1886. Se llevó a cabo un concurso, al que debían presentarse proyectos para dos buques: el crucero acorazado Maine y el acorazado USS Texas. En el pliego de condiciones se especificaba que el Maine debía desarrollar una velocidad máxima de 17 nudos, poseer espolón de proa, doble fondo, y ser capaz de transportar dos torpederos. Su armamento, debía componerse de cuatro cañones de 254 , seis cañones de 152 mm, varios de menor calibre y seis tubos lanzatorpedos. Se señaló específicamente que el armamento principal debía ser capaz de disparar a proa y popa. El espesor del blindaje y otros muchos detalles también se especificaban pormenorizadamente en el pliego de condiciones. Las especificaciones para el Texas eran muy similares, pero se preveía una artillería principal compuesta por dos piezas de 305 mm y un blindaje ligeramente más grueso.
El diseño ganador del Maine era obra de Theodore D. Wilson, que había servido como jefe de construcciones para C & R; y era miembro del consejo asesor naval en 1881. Ya había diseñado un cierto número de buques de guerra para la Armada. El diseño ganador del Texas era obra del diseñador británico, William John, que había trabajado para Barrow Shipbuilding Company en esa época. Ambos diseños, eran semejantes al acorazado brasileño Riachuelo, con las torretas principales descentradas de la línea de crujía cada una a una banda. El diseño ganador del Maine, aunque conservador e inferior a otros contendientes, se vio favorecido debido a los requerimientos de que al menos uno de los dos buques debía ser de diseño estadounidense.
El congreso, autorizó la construcción del Maine el 3 de agosto de 1886, y su quilla fue puesta en grada el 17 de octubre de 1888, en el  Astillero Naval de Brooklyn. En ese momento, se convirtió en el mayor buque construido por un astillero de la Armada de los Estados Unidos.

## Diseño

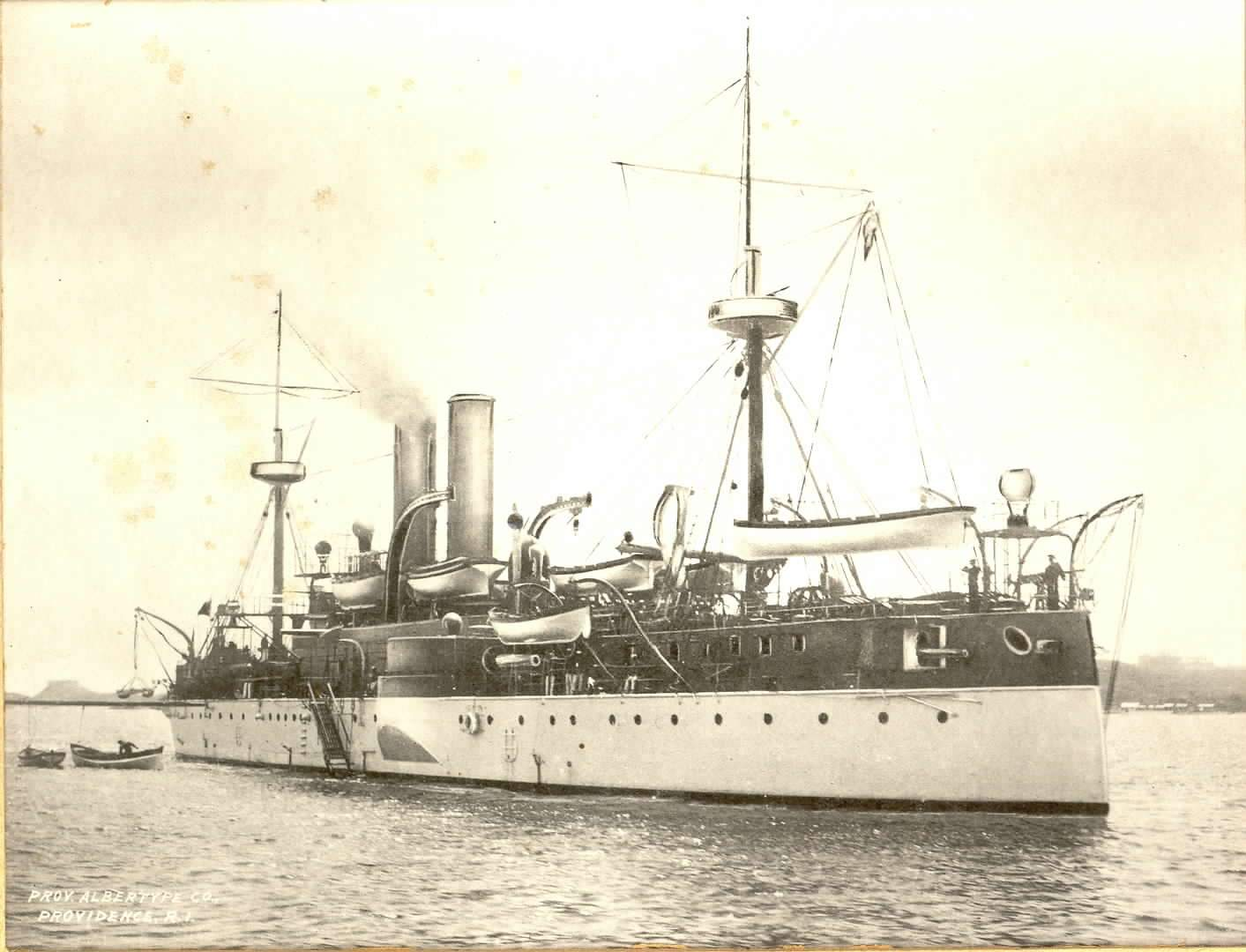
El Maine visto por popa.

La construcción del USS Maine duró un inusual periodo de nueve años, debido a las limitaciones de la industria estadounidense en aquel momento. En esos nueve años, las estrategias y la tecnología naval cambiaron totalmente, lo cual dejó al USS Maine un futuro incierto dentro de la Marina. En el momento en el que se proyectó la construcción de acorazados como el Maine, se pensó en destinarlos a servir como pequeños acorazados de blindaje pesado en su totalidad para servir en el extranjero. Gran Bretaña, Francia y Rusia habían construido naves para servir a dicho propósito y vendieron otras más antiguas del mismo tipo, incluyendo las de clase Riachuelo, a armadas de menor categoría. En una década la estrategia había cambiado debido al comercio, ya que se demandaban naves más rápidas y ligeras, evitando la colocación de protección blindada donde fuera prescindible. Con la llegada de blindajes más ligeros, como el acero Harvey, se hizo viable ese tipo de construcción.
Como resultado de este cambio en las prioridades, la construcción del USS Maine se vio sorprendida a mitad del cambio entre esos dos estilos opuestos, por lo que no tuvo un acabado adecuado, quedando a mitad de camino entre ambos. Así pues, carecía por una parte de armas y blindaje para servir en primera línea de batalla contra acorazados enemigos, y por otra parte, carecía de la velocidad para servir como crucero. Sin embargo, se pensó que todavía podría servir para alguna función estratégica. Además, debido a la posibilidad de una nave de guerra de sufrir daños a sí misma con una explosión transversal en cubierta, hizo que su armamento principal quedara obsoleto en el momento en el que entró en servicio.

### Características generales
El Maine tenía una eslora máxima de 98,9 m, con una manga de 17,37 m y un calado máximo de 6,9 m, para un desplazamiento de 6789 t. estaba dividido en 214 compartimentos estancos, con um mamparo estanco longitudinal separando las máquinas y un doble que cubría desde trinquete hasta la parte trasera del reducto blindado, una distancia de 59,7 m. Su altura metacéntrica era de 1,1 m y estaba equipado con un espolón.

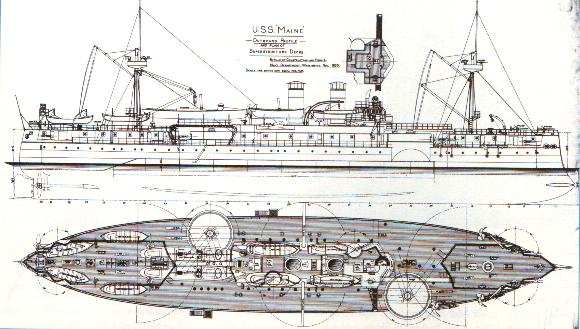
Diagrama en el que se muestra la distribución escalonada de las torretas del Maine.

El casco del Maine era más alargado y estrecho que el del Texas, que tenía una manga más amplia, y por tanto, más similar a un crucero. Normalmente, esto debería haber hecho al Maine el buque más rápido de los dos. Sin embargo, la distribución de pesos del Maine no estaba bien equilibrada, lo que lo convertía en un buque considerablemente más lento. Su artillería principal, erróneamente situada en una cubierta de cañones cortada, se inundaba con mal tiempo. Debido a que los cañones estaban montados demasiado hacia los extremos, demasiado lejos de su centro de gravedad, el Maine era propenso a un mayor balanceo con mar gruesa. Aunque tanto el Maine como el Texas eran considerados buques oceánicos, el casco más alto, y los cañones montados sobre la cubierta del último, lo convertían en un barco «más seco» que el Maine.
Las dos torretas principales del Maine estaban descolgadas hacia fuera del buque, y escalonadas, una hacia cada costado dispuestas en echelon. Esta disposición se debía al requerimiento de diseño del Maine que hacía referencia a la posibilidad de disparar con todas sus piezas principales hacia el frente durante la aproximación para embestir con el espolón a otro buque. Con dicha disposición, en teoría se podía infligir un daño mayor mediante su artillería mientras se realizaba dicha aproximación. La disposición en echelon comenzó con los buques italianos de la década de 1870 diseñados por Benedetto Brin y continuó en la Royal Navy con el HMS Inflexible, que fue puesto en grada en 1874, botado dos años después, pero que no entró en servicio hasta octubre de 1881.
La disposición del armamento principal del Maine limitaba su capacidad para efectuar andanadas completas laterales, un factor clave cuando se utiliza la táctica de línea de combate. Para permitir, al menos, de forma parcial la andanada lateral, la superestructura, fue dividida en tres. Esto, técnicamente, podía permitir a ambas torretas disparar sobre la cubierta del buque (fuego transversal sobre cubierta), entre las secciones. Sin embargo, esta capacidad, era limitada significativamente, ya que las superestructuras, restringían el arco de fuego de las torretas.

### Propulsión

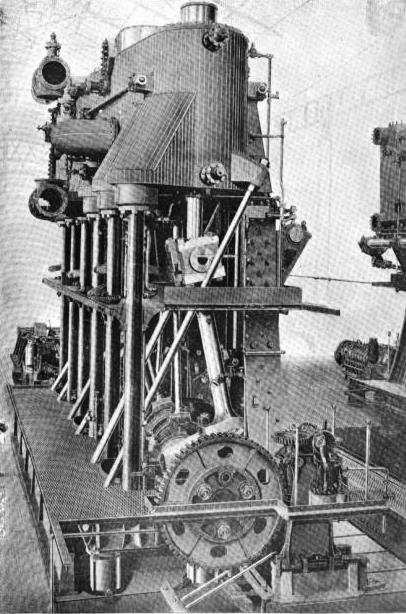
Máquina vertical de triple expansión del, similar la utilizada por el Maine.

El Maine fue el primer buque capital de la Armada de los Estados Unidos en el que se diseñó su planta motriz como prioritaria para un combate. Su maquinaria fue construida por N.F. Palmer Jr. & Company's Quintard Iron Works de Nueva York, y fue la primera máquina diseñada por el explorador del Ártico y poco después comodoro George Wallace Melville para un buque principal. Tenía dos máquinas de vapor invertidas de triple expansión, montadas en compartimentos estancos y separadas por un mamparo de proa a popa, con una potencia total de 9293 ihp. Los diámetros de los cilindros eran de 900 mm para el de alta presión, 1400 mm para el de media presión y 2200 mm para el de baja presión. La carrera de los tres pistones era de 910 mm.
El montaje de las máquinas del Maine, con los cilindros puestos en vertical, fue una ruptura con la forma tradicional de colocarlos. Los buques anteriores de la Armada de los Estados Unidos colocaban sus máquinas en horizontal, lo que hacía que estuvieran protegidas bajo la línea de flotación. Melville creía que las máquinas de un barco necesitaban un espacio amplio y las partes expuestas debían protegerse por medio de una cubierta blindada, y rechazó la opción de las máquinas horizontales en favor de una mayor eficiencia, menores costos de mantenimiento y una mayor velocidad. Además, las máquinas fueron construidas de tal forma que los cilindros de alta presión estaban situados a popa y los de baja a proa. Esto, se hizo según las instrucciones del ingeniero jefe, A. W. Morley, por lo que el cilindro de baja presión podría ser desconectado cuando el buque estaba en baja potencia, lo que permitiría a los cilindros de alta y media potencia para funcionar juntos como una máquina compuesta por en modo económico.

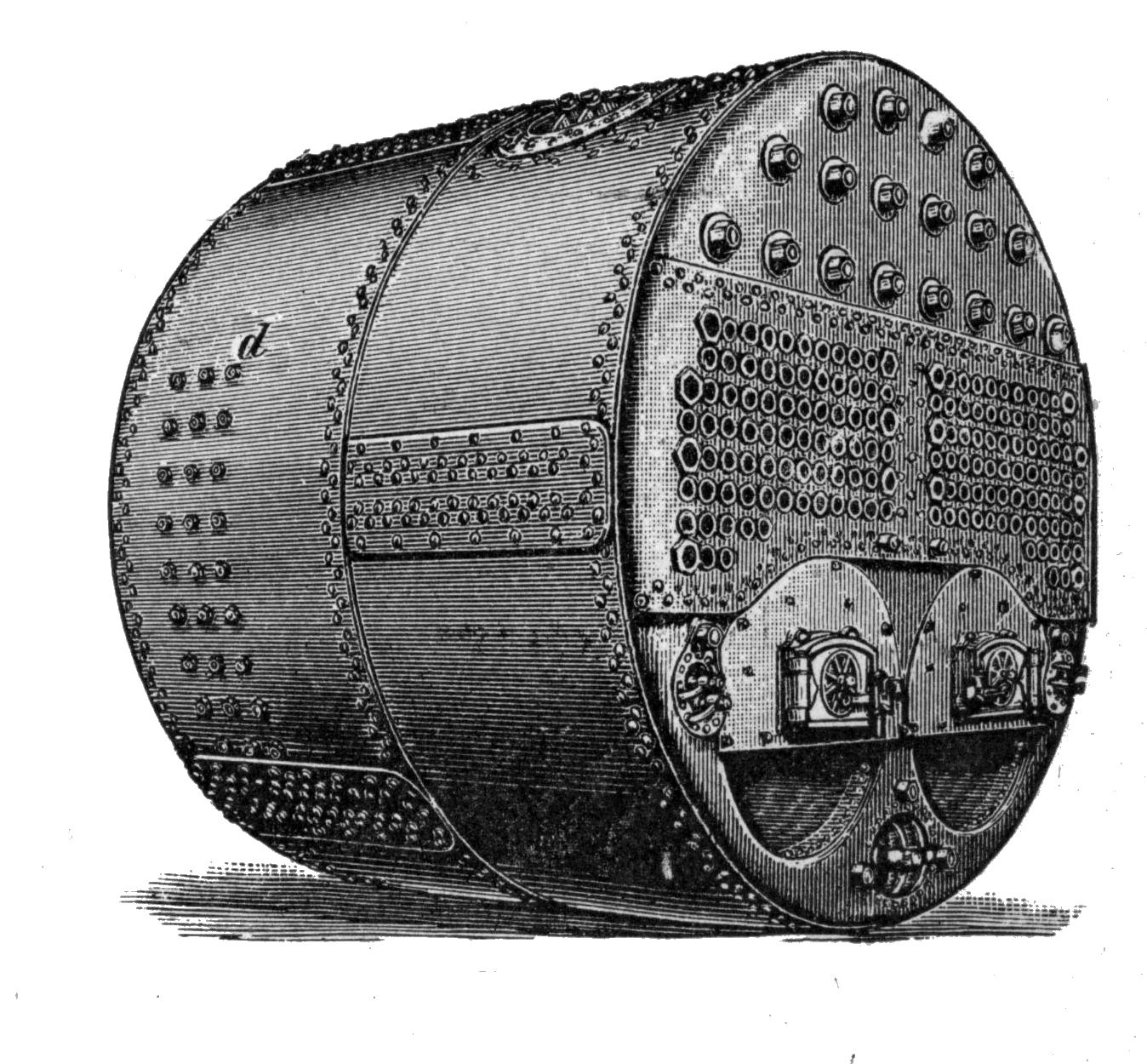
Caldera marítima Scotch de dos chimeneas.

Ocho calderas de final simple Scotch proporcionaban el vapor a las máquinas, a una presión de 9,5 kg/cm² a una temperatura de 184 °C. En sus pruebas de mar, desarrolló una velocidad de 16,45 nudos, no alcanzando los 17 nudos estipulados en su contrato. Podía transportar un total de 910 t de carbón en veinte carboneras, diez a cada banda, las cuales, aumentaban la protección de la cubierta. Las torretas del Maine, que sobresalían del casco, hacían que el buque no pudiera carbonear en alta mar, salvo en los momentos en que esta permaneciera en calma, ante el potencial daño tanto a sí mismo, como al buque carbonero que le suministrara.
El Maine también portaba dos pequeños dínamos, para proporcionar energía a sus faros de búsqueda y proporcionar iluminación interior.
El Maine fue diseñado inicialmente con un aparejo auxiliar de tres mástiles de tipo barca, para ser utilizado tanto en el caso de avería y como para ahorrar carbón en los cruceros de larga distancia. Este aparejo estaba limitado a dos tercios de la fuerza indicada para su tonelaje y sección sumergida. El mástil de mesana fue retirado en 1892, después de que el buque hubiera sido botado, pero antes de ser completado. El Maine fue completado con dos mástiles militares, pero nunca llegó a izarse ningún aparejo.

### Armamento

#### Armamento principal
El armamento principal del Maine, estaba compuesto por cuatro cañones Mark II de 254 mm/35 calibres, los cuales, tenían una elevación máxima de 15° y una depresión máxima de −3°. Disponía de noventa proyectiles para cada cañón. Estos cañones podían disparar proyectiles de 194 kg con una velocidad inidial de 610 m/s con un alcance máximo de 18 880 m con su máxima elevación. Estos cañones estaban montados en torretas dobles, accionadas hidráulicamente, La torreta de proa estaba situada sobre la banda de estribor, y la de popa sobre la de babor.

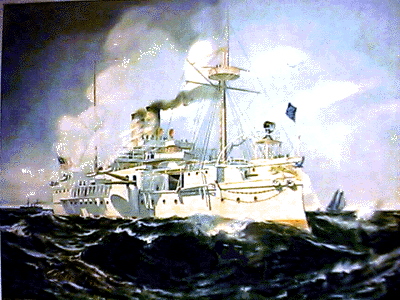
Battleship Maine, por Frederick Nelson Atwood. Notensé los cañones de 254 mm de proa.

Los cañones de 254 mm, estaban inicialmente previstos en barbetas. Durante la construcción del Maine, el extenso desarrollo de los cañones de disparo rápido de calibre intermedio, que podían disparar proyectiles de alto poder explosivo, llegaron a suponer un serio peligro, lo que provocó el rediseño de los montajes, evolucionando hacia torretas totalmente cerradas. Debido al aumento del peso provocado por esta modificación, las torretas debieron montarse una cubierta más abajo de lo previsto inicialmente, para no afectar a la estabilidad del buque. Incluso con esta modificación, los cañones estaban lo bastante elevados como para disparar 180° al costado en el que se encontraban y 64° al opuesto. También tenían capacidad para cargar en cualquier ángulo en que se encontraran los cañones con respecto al eje de buque. Inicialmente la artillería principal del Texas, en comparación, solo podía cargarse cuando estaban alineados con el eje del barco, o a banda, una característica bastante común en los acorazados construidos antes de 1890, aunque en 1897, las torretas del Texas fueron modificadas para permitir una recarga más rápida.
La disposición en echelon demostró ser muy problemática. Debido a la escora del buque cuando apuntaba toda su artillería principal en una sola banda, se reducía notablemente el alcance máximo de dichos cañones. Además, la onda expansiva, el vacío provocado por la succión de los proyectiles y el fogonazo de los disparos podían dañar sus propias superestructuras y cubierta en caso de disparar en cruz. Debido a todo esto, y al potencial desgaste estructural del casco, la disposición en echelon no fue vuelta a utilizar en los buques de la Armada de los Estados Unidos tras el Maine y el Texas.

#### Armamento secundario y piezas menores
Como armamento secundario estaba dotado de seis cañones de 152 mm, montados en casamatas en el casco, tres en cada banda, en proa, popa y a mitad del buque. Aunque se carecen de datos exactos, por similitud con otros montajes idénticos, se calcula que podían elevarse desde −7° hasta +12°. Disparaban proyectiles de 48 kg a una velocidad en la boca del cañón de 590 m/s. Su alcance para la elevación máxima, era de 8200 m.

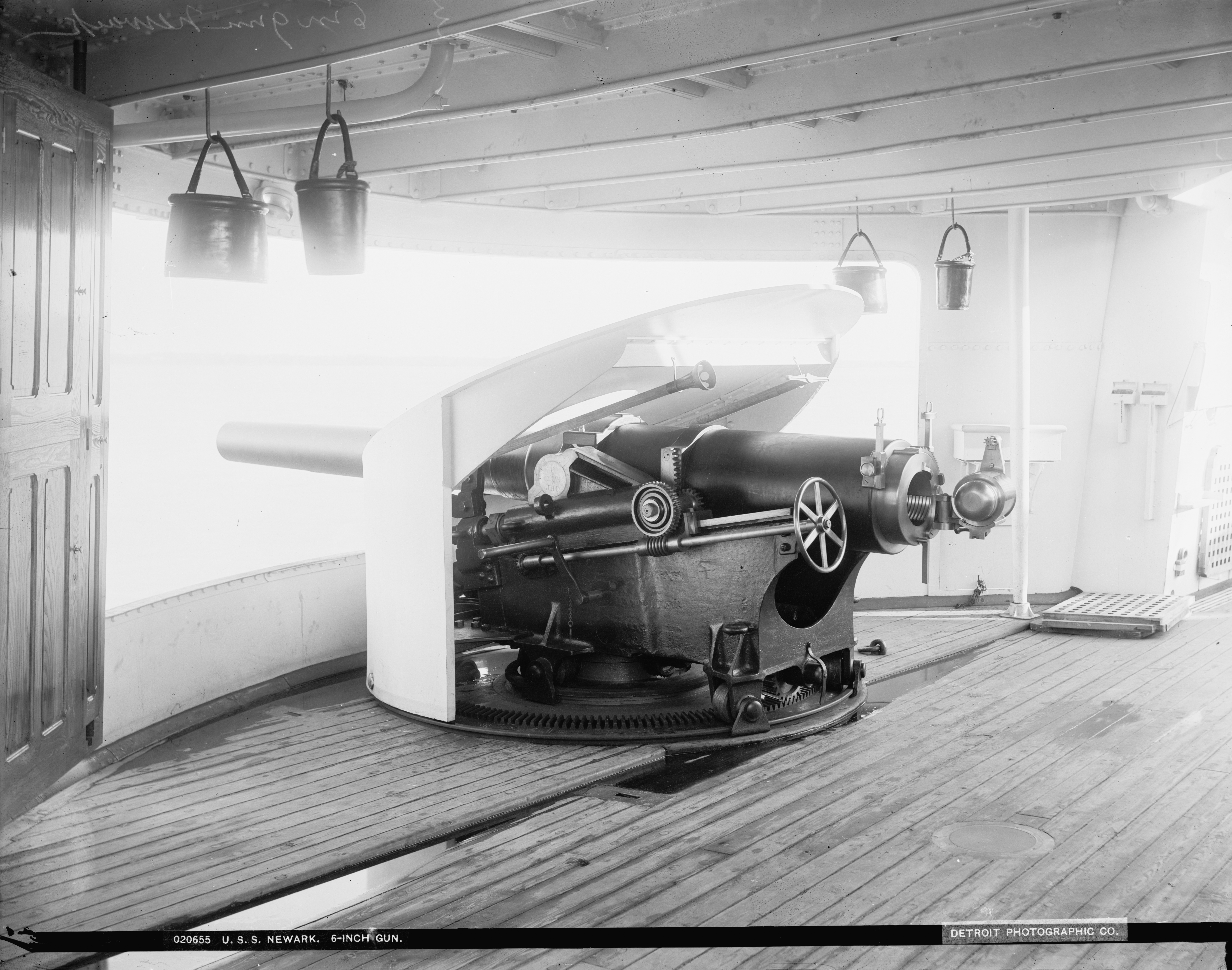
Cañones de 152 mm del, iguales a los seis que montaba el USS Maine.

Su armamento antitorpederos, consistía en siete cañones Driggs-Schroeder de 57 mm, montados sobre la superestructura. Estos cañones, disparaban proyectiles de 2,7 kg con una velocidad en la boca del cañón de 538 m/s, con un ratio de veinte disparos por minuto con un alcance máximo de 7955 m. El armamento ligero, incluía también cuatro Hotchkiss de 37 mm y un cañón Driggs-Schroeder de una libra. De estas armas menores, cuatro estaban montadas en la cubierta de la superestructura, dos en pequeñas casamatas en el extremo de popa y uno en cada cofa. Estas armas, disparaban proyectiles de en torno a 0,5 kg con una velocidad de salida de 610 m/s, y una cadencia de treinta disparos por minuto, para un alcance de 3200 m.
El Maine estaba también dotado de cuatro tubos lanzatorpedos de 457 mm, situados por encima de la línea de flotación, dos a cada banda. Adicionalmente, el buque se diseñó para transportar dos pequeños torpederos a vapor de 15 t, cada uno armado con un tubo lanzatorpedos de 356 mm y un cañón de una libra. Pero solo uno de ellos llegó a construirse, ya que su velocidad se consideró escasa, al desarrollar únicamente 12 nudos, por lo que fue transferido a la base naval de torpederos en Newport, Rhode Island como buque de entrenamiento.

### Blindaje
El cinturón sobre la línea de flotación estaba hecho de acero al níquel, con un espesor máximo de 305 mm y que se reducía paulatinamente hasta los 178 mm en su borde inferior. Medía 54,86 m de longitud y cubría los espacios de las máquinas y almacenes de munición con 254 mm. Tenía una altura de 2,13 m, de los cuales 91 cm estaban por encima de la línea de flotación según diseño. Estaba inclinado 5,18 m en los extremos, adelgazando hasta los 203 mm para protegerse contra los disparos realizados a los extremos del buque realizados en la dirección de la línea de crujía del buque. Un mamparo de 152 mm separaba la parte delantera del reducto. La parte delantera de la cubierta protectora de 51 mm se encontraba desde el mamparo hasta la proa, y servía para rigidizar el espolón. Los laterales de la cubierta blindada estaban inclinados hacia abajo, aumentando su espesor hasta los 76,2 mm. La parte trasera de la cubierta blindada estaba inclinada hacia abajo según se acercaba a la popa, pasando por debajo de la línea de flotación, para proteger los ejes de la hélice y del aparato de gobierno del buque. Los lados de las torretas circulares tenían un espesor de 203 mm. Los barbetas tenían un espesor de 305 mm, que se reducía en la parte inferior a 254 mm. La torre de mando tenía un espesor de 254 mm. Los tubos acústicos y los cables estaban protegidos por tubos blindados de 114 mm.
Dos fallos aparecieron en el blindaje del Maine, siendo ambos debidos a la evolución tecnológica entre la puesta de la quilla en grada y su terminación. El primero fue la falta de blindaje adecuado en la parte superior para contrarrestar los efectos de fuego rápido de los cañones de calibre medio con proyectiles de alto poder explosivo. Este fue un error que compartía con el Texas. El segundo fue el uso de un blindaje de acero al níquel. Introducido en 1889, el acero al níquel fue el primer blindaje de aleación de acero moderno, con un factor de calidad de 0,67. Fue una mejora con respecto a la calificación de 0,6 del acero al carbono utilizado hasta entonces. Los blindajes Harvey y Krupp aparecidos en 1893, tenían un factor de calidad de entre 0,9 y 1,2, dándoles aproximadamente el doble de la resistencia a la tracción que a los aceros al níquel. Aunque los tres blindajes compartían la misma densidad (en torno a 640 kg/m³), 152 mm de Krupp o de acero Harvey proporcionaban la misma protección que los 254 mm de níquel. El peso así ahorrado podría ser destinado a la mejora de la estructura del casco, a maquinaria adicional o para lograr una mayor velocidad del buque. La Armada de los Estados Unidos incorporó el blindaje Harvey en los acorazados de la clase Indiana, diseñados después que el Maine, pero dados de alta en la misma época.

## Botadura y retraso

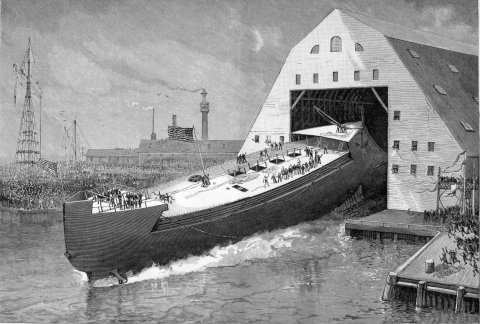
Botadura del USS Maine en 1890.

El Maine fue botado el 18 de noviembre de 1889, amadrinado por Alice Tracey Wilmerding, nieta del secretario de la Armada Benjamin F. Tracy. No mucho tiempo después, un reportaje escrito en la revista Arquitectos e Ingenieros Navales de la Marina, decía literalmente:

La Armada de los Estados Unidos avanza a pasos agigantados camino a una posición entre las mejores armadas del mundo, y la puesta en marcha del nuevo acorazado Maine desde el Brooklyn Navy Yard... añade una poderosa unidad de combate a la flota de los Estados Unidos."

En el reporte anual de 1890 del congreso, el secretario de la Marina escribió:

El Maine... es un tipo de navío único y se espera su puesta en funcionamiento en julio de 1892.

Se produjo un retraso de tres años, mientras el astillero esperaba unas planchas de acero para el blindaje del Maine. La compañía Bethlehem Steel Company se había comprometido con la marina a entregar 300 toneladas al mes hasta diciembre de 1889 y había encargado fundiciones y prensas de forja pesada a la empresa británica Armstrong Whitworth en 1886 para poder cumplir con la fecha contratada. Todo este equipo no llegó hasta 1889, lo que retrasó la fecha oficial de Bethlehem. En respuesta, el secretario general de la marina Benjamin Tracy, firmó un segundo contrato con la recientemente ampliada Homestead Steel Works. En noviembre de 1890, Tracy y Andrew Carnegie firmaron un contrato con Homestead para el suministro de 6000 t de acero al níquel. Sin embargo, Homestead fue, lo que el autor Paul Krause llamó, "el último reducto sindical en las acerías del distrito de Pittsburgh". La acería había resistido a una huelga en 1882 y a un cierre patronal en 1889 en un esfuerzo por romper su sindicato. Menos de dos años después, tuvo lugar la Huelga de Homestead de 1892, uno de los más largos y serios conflictos laborales en la historía de los Estados Unidos.

## Operaciones

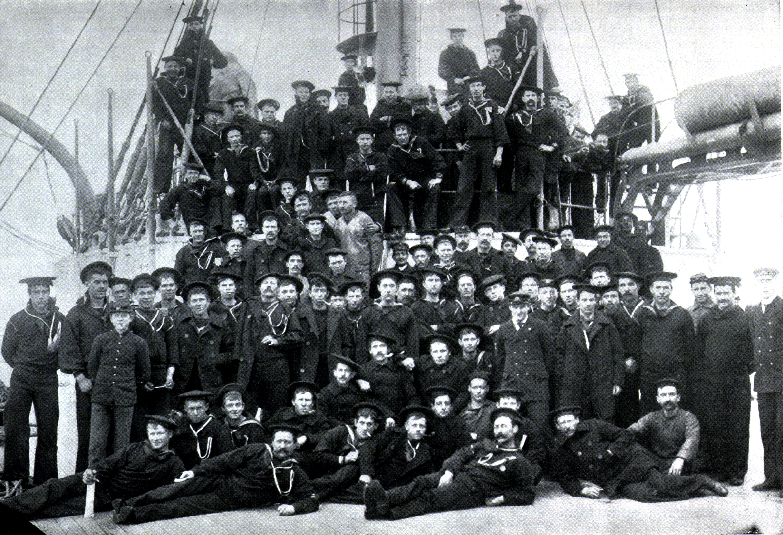
La tripulación del USS Maine.

El USS Maine entró finalmente en servicio el 17 de septiembre de 1895, bajo el mando del capitán Arent S. Crowninshield. El 5 de noviembre de 1895, el Maine navegó hasta la bahía de Sandy Hook en Nueva Jersey. Ancló allí durante dos días para dirigirse posteriormente a Newport, Rhode Island, para ser equipado y realizar pruebas de lanzamiento de torpedos. Tras un crucero de instrucción, después de un mes se dirigió a Portland, Maine, donde se presentó al escuadrón del Atlántico para operaciones, maniobras de entrenamiento y ejercicios navales. El Maine pasó su vida operativa con dicha escuadra, operando desde Norfolk, Virginia, a lo largo de la costa este de los Estados Unidos y el Caribe. El 10 de abril de 1897, el capitán Charles Dwight Sigsbee relevó a Crowinshield al mando del Maine.

## Tripulación
La tripulación del buque, constaba de 355 personas: 26 oficiales, 290 marineros, y 39 infantes de marina. De estos, 261 perecieron en su hundimiento:
- 2 oficiales y 251 marineros/infantes de marina, murieron en la explosión o en el hundimiento.
- 7 más, fueron rescatados, pero murieron por las heridas recibidas.
- 1 oficial, murió posteriormente de "afección cerebral" (shock)

De los 94 supervivientes, únicamente 19 resultaron heridos.

## Hundimiento

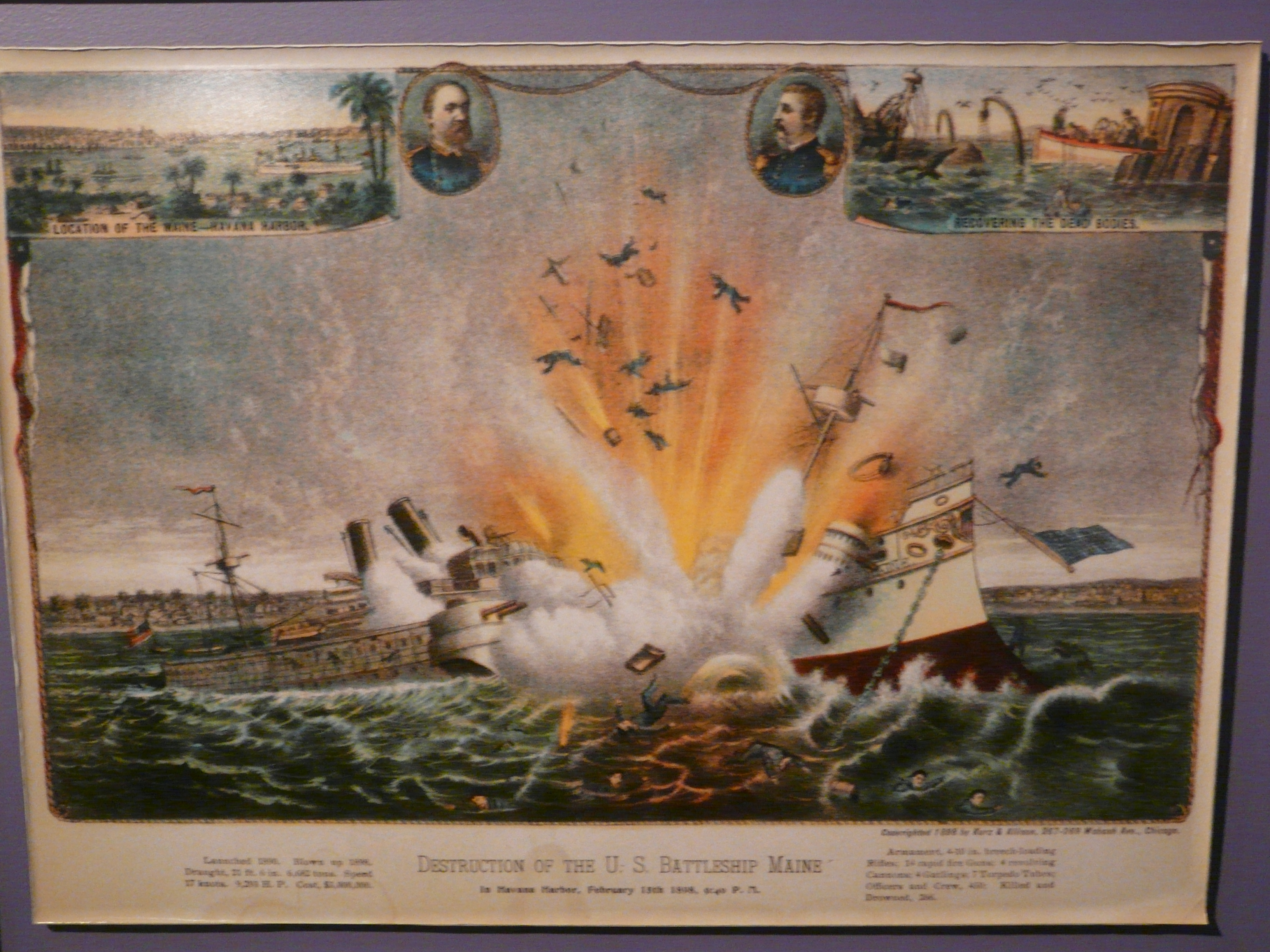
Dibujo estadounidense de como fue la explosión en el Maine.

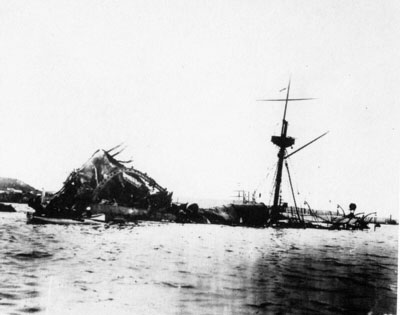
Pecio del Maine, 1898.

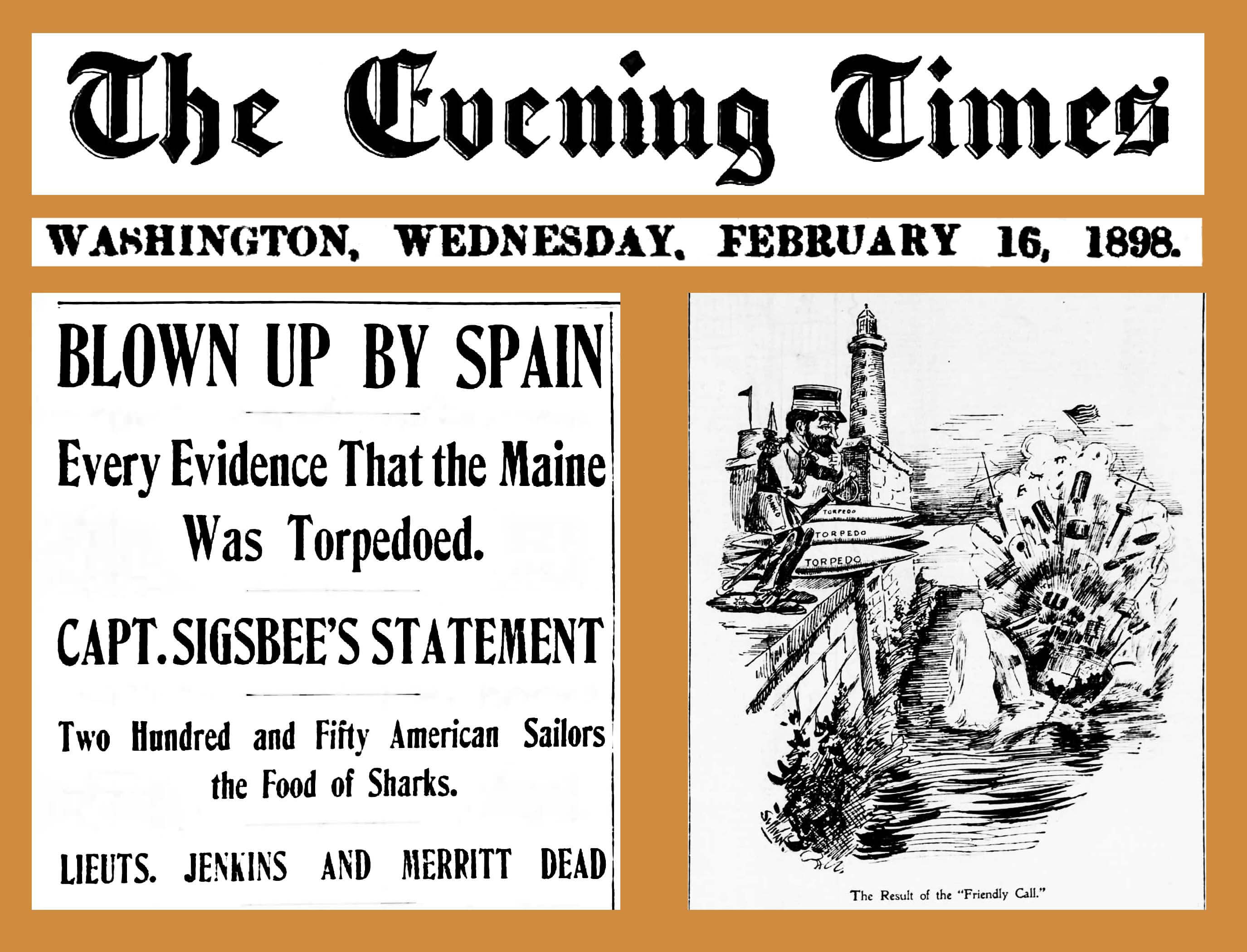
Aunque la publicación de un informe de investigación de la Marina de los Estados Unidos tardaría un mes, este periódico de Washington DC fue uno de los que afirmaron en un día que la explosión no fue accidental.

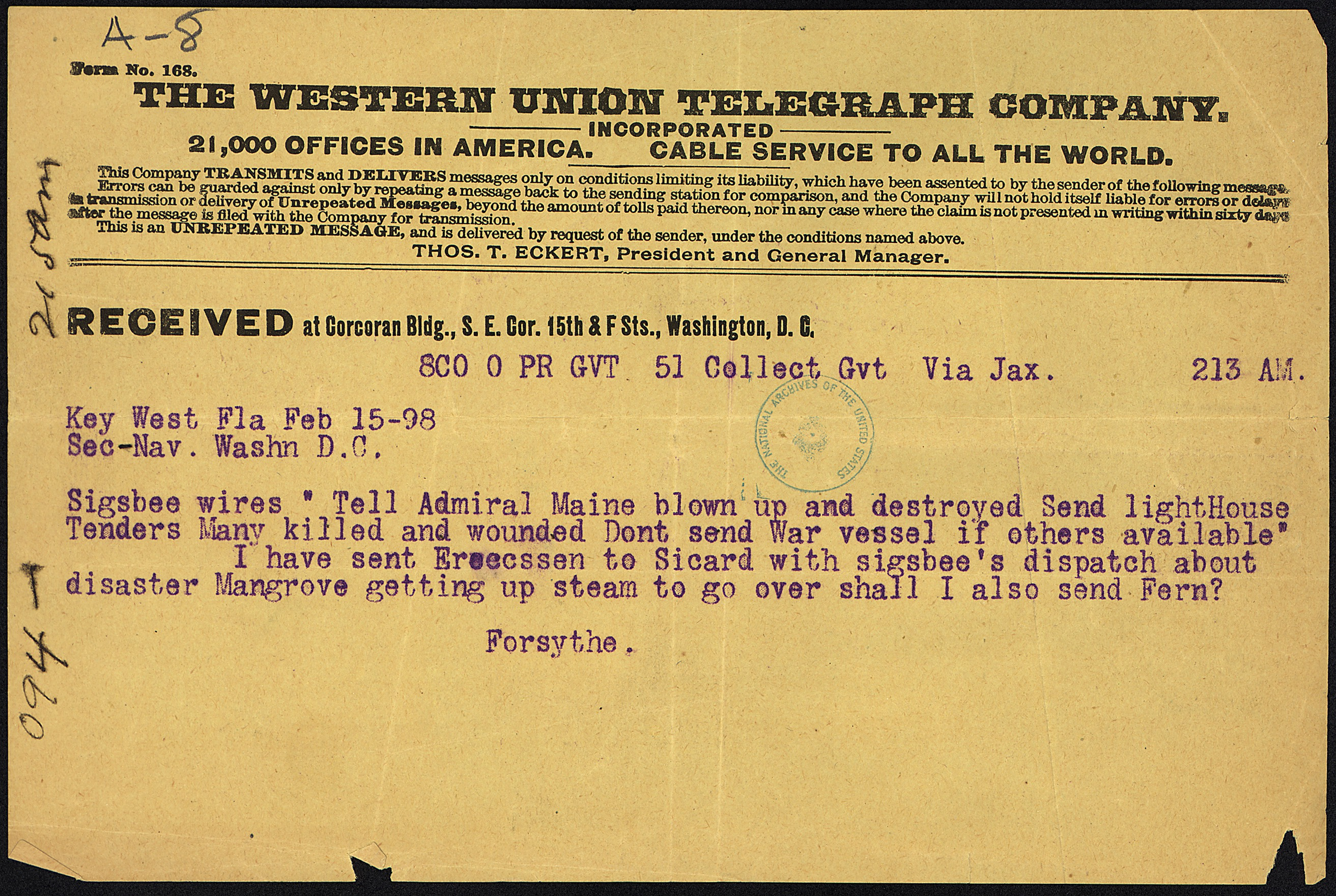
Telegrama enviado al Capitán James Forsythe, Comandante naval de la base de Key West, por Charles Sigsbee, Capitán del USS Maine notificando el hundimiento del buque.

En enero de 1898, el Maine fue enviado desde Cayo Hueso, Florida, a La Habana, Cuba, para proteger los intereses estadounidenses durante la guerra de Independencia cubana. Tres semanas después, a las 21:40 del 15 de febrero de 1898, hubo una explosión a bordo del Maine en el puerto de La Habana. Investigaciones posteriores revelaron que más de 5 t de las cargas de pólvora de los cañones de 203 y 152 mm habían detonado, destruyendo un tercio de la parte delantera del buque. Los restos del buque se hundieron rápidamente y quedaron en el fondo del puerto. La mayor parte de la tripulación se encontraba descansando en los dormitorios de tropa en la parte delantera del buque. 266 hombres perdieron la vida en la explosión o poco después, y otros ocho a consecuencia de sus heridas. El capitán Sigsbee y la mayoría de los oficiales sobrevivieron a la explosión, ya que sus dormitorios estaban en la parte trasera del buque. En conjunto, hubo solo 89 supervivientes, de los que 18 eran oficiales. El 21 de marzo, un consejo de guerra naval en Cayo Hueso declaró que la causa de la explosión había sido una mina.
El New York Journal y el New York World, propiedad respectivamente de William Randolph Hearst y Joseph Pulitzer, dieron al hundimiento del Maine una intensa cobertura informativa, pero usaron tácticas que posteriormente serían etiquetadas como "prensa amarilla". Ambos periódicos exageraron y distorsionaron la información, alcanzando a veces la "fabricación de noticias" cuando no había disponible ninguna que se ajustara a su línea editorial. Durante la semana siguiente al hundimiento, el Journal dedicaba ocho páginas y media a noticias, editoriales e imágenes sobre la tragedia. Sus editores enviaron un equipo de reporteros y artistas a La Habana, incluido Frederic Remington, y Hearst anunció una recompensa de $ 50 000 "para la condena de los criminales que enviaron a 258 marinos americanos a la muerte." El World, aunque sin llegar a los estridentes niveles y tono del Journal, entró sin embargo en una teatralidad similar, insistiendo continuamente en que el Maine había sido bombardeado o minado. En privado, Pulitzer creía que "nadie fuera de un manicomio" podía realmente creer que España había decidido destruir el Maine. Sin embargo, esto no detuvo al World en su insistencia de que la única expiación que España podía ofrecer a los Estados Unidos por la pérdida del buque y de la vida de sus marinos era la completa independencia de Cuba. También se achacó a las autoridades españolas que no hubieran garantizado la seguridad del puerto de La Habana. El público estadounidense, ya agitado por las noticias que llegaban de la guerra en Cuba, fue conducido a auténtico estado de histeria.
La destrucción del Maine no provocó la inmediata declaración de guerra a España, aunque, por unas cuantas décadas ya se fogoneaba tal guerra desde Washington. 
Según el reconocido General Ethan Allen Hitchcock, en 1854 al contemplar su retiro del ejército estadounidense, advertía:

"Si demoro mi retiro y una guerra contra España es forzada por Estados Unidos dada las deliberadas falsedades del Gobierno en Washington en sus ambiciones, no solo sería peligroso retirarme, además de lo injustificable e injurioso para Estados Unidos de tal guerra contra España"
Gral. Ethan A. Hitchcock

Sin embargo, creó una atmósfera que prácticamente impedía una solución pacífica. La guerra hispano-estadounidense comenzó en abril de 1898, dos meses después del hundimiento. Los defensores de la guerra comenzaron a utilizar el grito "¡Recordad el Maine, al infierno con España!" El episodio centró la atención de la crisis de Cuba, pero no fue utilizado por la administración de William McKinley como casus belli, aunque era citado por algunos, que ya se inclinaban a entrar en guerra con España por cómo se percibía su actuación y su pérdida de control en Cuba.

### Investigaciones
Además de la investigación encargada por el Gobierno de España a los oficiales navales Del Peral y De Salas,  se encargó investigaciones al respecto a dos tribunales de la Armada estadounidense: el presidido por Sampson en 1898 y el presidido por Vreeland en 1911. En 1976 el almirante Hyman G. Rickover encargó una investigación privada acerca de la explosión, y la National Geographic Society realizó una investigación en 1999, utilizando simulaciones por ordenador. Todas las investigaciones llegaron a la conclusión de que fue la explosión de los almacenes de munición de proa la causante de la explosión del buque, pero tuvieron conclusiones diferentes sobre la causa de dicha explosión.

#### Investigación de 1898 realizada por Del Peral y De Salas
La investigación española, encabezada por Del Peral y De Salas, reunió pruebas por mediación de los oficiales de artillería naval que examinaron los restos del Maine. Del Peral y De Salas identificaron la combustión espontánea del carbón almacenado en las carboneras, localizadas junto a los almacenes de munición del Maine, como la causa de la explosión, aunque no se descartaba la posibilidad de que otros combustibles, como pinturas o productos secantes ocasionaran la explosión. Adicionalmente se incluían las siguientes observaciones:
1. Si hubiera sido una mina la causa de la explosión, se habría observado una columna de agua.
2. El viento y las aguas se encontraban en calma, por lo cual una mina de la época no podría haber sido detonada por contacto; solo hubiera sido posible por electricidad, pero no se encontraron cables de ningún tipo.
3. No se encontraron peces muertos en el agua, como hubiera sido de esperar tras una explosión subacuática.
4. Los almacenes de munición usualmente no explotan cuando un buque se hunde tras impactar con una mina.

La prensa estadounidense de la época no informó de las conclusiones de esta investigación.

##### Publicación de «La catástrofe del "Maine"»
En el Diario del Ejército de la Habana, que dirige el capitán de artillería Severo Gómez Núñez, se publica  el artículo «Catástrofe del "Maine"», firmado por dicho capitán de artillería, y que será recogido y publicado en 1898 como volumen por la  «Imprenta del Cuerpo de Artillería», en Publicaciones del "Memorial de Artillería". Serie 4, t. 9.
Este artículo, con planos y grabados, versa «acerca de la voladura del citado barco norte-americano en el puerto de la Habana la noche del 15 de febrero de 1898, en cuyo escrito se pone en claro con imparcialidad y conocimiento cuanto puede servir para esclarecer las circunstancias de tan desgraciado accidente», pues esta es la conclusión del estudio, un accidente, cuyas causas y razones se describen.
La solvencia científica y técnica de este militar quedará plasmada, entre otras obras, referidas a Cuba y la guerra hispano-americana, en la obra de 1899 «The spanish-american War. Blockades and coast defense», traducida y publicada por la "Office Naval Intelligence", Washington, Government Printing Office.

#### Consejo de Guerra de Investigación de Sampson de 1898

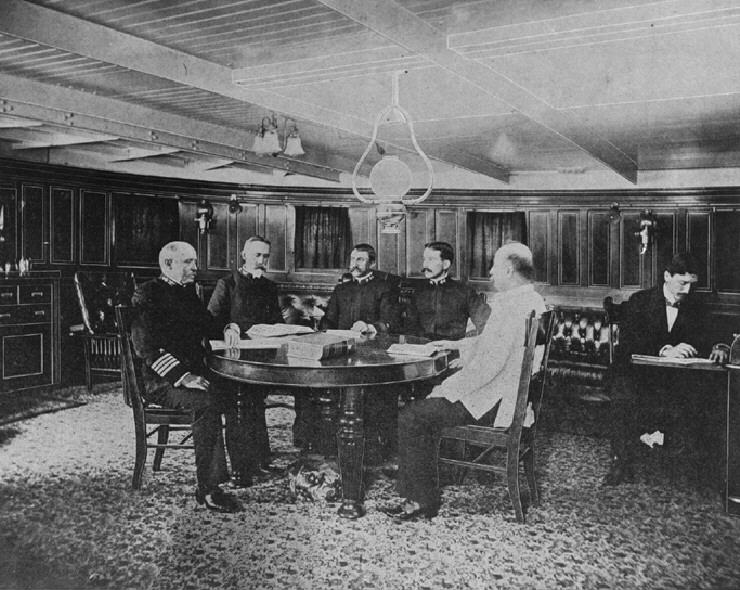
Consejo de 1898 de Sampson.

Con el fin de encontrar la causa de la explosión, el gobierno de los Estados Unidos poco después del hundimiento ordenó la constitución de una comisión de investigación de la Armada, encabezada por el capitán William T. Sampson. Ramón Blanco y Erenas, gobernador español de Cuba, había propuesto en su lugar una comisión conjunta hispano-estadounidense, propuesta que fue rechazada por el cónsul estadounidense en la isla. El capitán Sigsbee había escrito que "Muchos oficiales españoles, incluidos representantes del General Blanco, están ahora con nosotros para expresarnos sus condolencias." En un telegrama, el ministro de Ultramar, Segismundo Moret, había aconsejado a Blanco “recoger todos los datos posibles que puedan probar que la tragedia del Maine no puede sernos atribuida.”
Según Dana Wegner, que había trabajado con el almirante de la Armada de los Estados Unidos Hyman G. Rickover en la investigación de 1974 acerca del hundimiento, el secretario de la Armada, tenía la opción de elegir la comisión de investigación personalmente. En lugar de eso, siguió el protocolo y se asignó al comandante en jefe de la escuadra del Atlántico Norte para hacerlo. El comandante, elaboró una lista de oficiales jóvenes para la comisión. Sobre el hecho de que el oficial propuesto como presidente de la comisión fuera de menor graduación que el capitán del Maine, Wegner escribió:

"Podría indicar la ignorancia de las regulaciones de la Armada, o que la comisión no tenía la intención de examinar la posibilidad de que el barco se hubiera perdido por accidente y por la negligencia de su capitán."

Con el tiempo, se impusieron las regulaciones de la Armada, y su presidencia recayó sobre el Capitán Sampson que tenía un rango mayor que el de Sigsbee. La comisión llegó el 21 de febrero y tomó testimonio a los supervivientes, testigos y buzos enviados a investigar el pecio. La comisión de Sampson produjo sus resultados en dos partes: el procedimiento, que consistía principalmente de testimonios, y las conclusiones, que fueron los hechos, según lo determinado por el tribunal. Según Wegner, existía una gran laguna entre los procesos judiciales y las conclusiones, ya que el tribunal «no dejó registros de cómo había llegado a las conclusiones basadas en los testigos – frecuentemente incoherentes». Otra inconsistencia, según Wegner, fue que solo hubo un testigo técnico, el comandante George Converse, de la base de torpederos de Newport, Rhode Island. El Capitán Sampson leyó al comandante Converse una situación hipotética en la que un fuego en una carbonera hiciera entrar en ignición los almacenes de proyectiles de 152 mm, con el resultado de una explosión que hundiera el buque. Tras efectuar la lectura, preguntó al Comandante George Albert Converse sobre la factibilidad de tal escenario. Converse «simplemente afirmó, sin entrar en detalles, que no podía imaginarse cómo algo así podía suceder».
La comisión concluyó que el Maine había sido volado por una mina, la cual había causado la explosión de los almacenes de munición de proa. Llegaron a esta conclusión basándose en el hecho de que la mayoría de los testigos declararon que habían oído dos explosiones y que esa parte de la quilla estaba doblada hacia adentro. El informe oficial de la comisión, que se presentó al Departamento de la Armada en Washington, Distrito de Columbia,  el 21 de marzo, especificaba lo siguiente:

En la cuaderna 18 la quilla está partida en dos, y el doble fondo está roto en un ángulo similar al formado por las planchas del fondo exterior. [...] En opinión del tribunal, este efecto podría tener su origen en una única explosión de una mina situada bajo el fondo en torno a la cuaderna 18, y un poco a babor del buque." (parte del 5º hallazgo de la corte)

"En opinión del tribunal, el Maine fue destruido por la explosión de una mina submarina que causó la explosión parcial de dos o más de sus almacenes de munición delanteros." (7º hallazgo de la corte) y

"El tribunal no ha podido obtener evidencia de la fijación de la responsabilidad de la destrucción del Maine a cualquier persona o personas ." (8º hallazgo de la corte).

#### Consejo de Guerra de la investigación de Vreeland de 1911

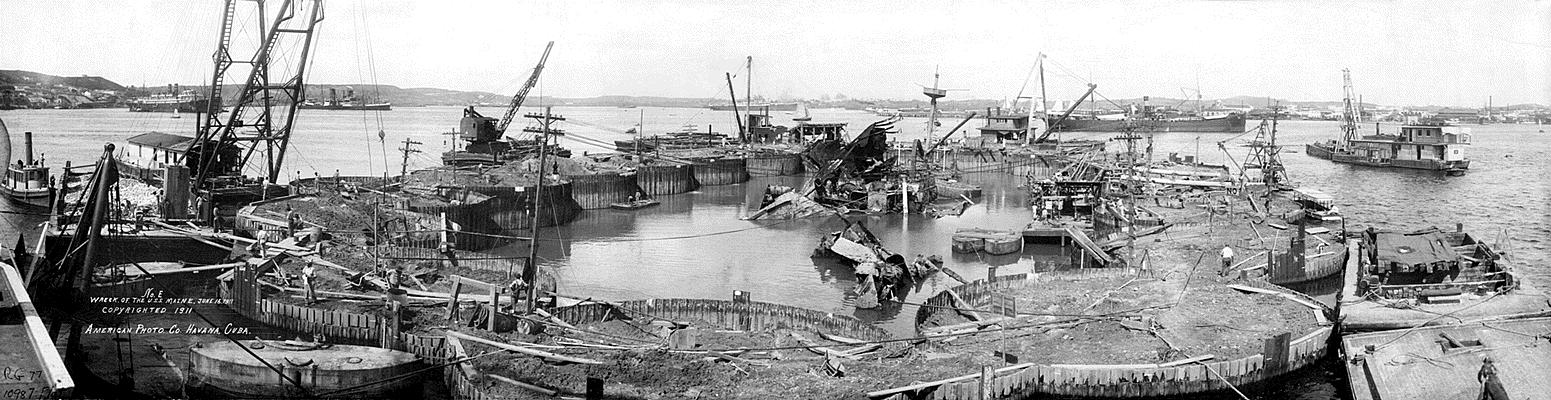
Pecio del Maine el 16 de junio de 1911.

En 1910 se tomó la decisión de hacer un segundo tribunal de investigación. Las razones fueron la recuperación de los cuerpos de las víctimas, que podrían ser enterradas en los Estados Unidos y también un deseo de realizar una investigación más a fondo. El hecho de que el gobierno cubano quisiera que el pecio fuera retirado del puerto de La Habana también podría haber desempeñado un papel: por lo menos la oportunidad de examinar los restos del naufragio en mayor detalle de lo que había sido posible en 1898, al mismo tiempo que se llevaba a cabo el requerimiento cubano. Wegner sugiere que el hecho de que esta investigación pudiera celebrarse sin el riesgo de la guerra, como había sucedido en 1898, hizo que hubiera una mayor objetividad de la que había sido posible anteriormente. Además, se daba el caso de que varios de los miembros de la junta 1910 serían ingenieros certificados, y estarían más capacitados para evaluar los resultados que los oficiales de la Armada en 1898.
A partir de diciembre de 1910 se construyó un coferdán alrededor de los restos del naufragio y el agua fue bombeada fuera, dejando al descubierto los restos del naufragio a finales de 1911. Entre el 20 de noviembre y 2 de diciembre de 1911, un tribunal de investigación encabezada por el almirante Charles E. Vreeland inspeccionó los restos. Llegaron a la conclusión de que una explosión externa había provocado la explosión de las almacenes de munición. Sin embargo, esta explosión fue más hacia la popa y de menor potencia que la indicada por la comisión de Sampson. La comisión de Vreeland también encontró que la flexión de la cuaderna 18 fue causado por la explosión de los almacenes de munición, no por la explosión externa. Después de la investigación, los restos humanos localizados fueron enterrados en el Cementerio Nacional de Arlington y la parte intacta del casco del Maine fue puesta a flote y hundida ceremonialmente en alta mar el 16 de marzo de 1912.

#### Investigación de 1974 de Rickover
El almirante Hyman G. Rickover, intrigado por el desastre, comenzó una investigación privada en 1974. Utilizando información de las dos comisiones oficiales, periódicos, documentación oficial e información sobre la construcción y municiones del Maine, llegó a la conclusión de que la explosión no estuvo causada por una mina. En su lugar, se especuló con la entrada en autocombustión del carbón que se encontraba en las carboneras cercanas a los pañoles de munición como la causa más probable. Rickover publicó en 1976 un libro acerca de esta especulación, titulado How the Battleship Maine Was Destroyed.
En el libro de 2001 Theodore Roosevelt, the U.S. Navy and the Spanish–American War, Wegner revisó la investigación de Rickover, ofreciendo detalles adicionales. Según Wegner, Rickover preguntó a historiadores navales de la Agencia para el Desarrollo e Investigación de la Energía acerca del Maine tras leer un artículo del Washington Star-News en el cual su autor, John M. Taylor, afirmaba que la Armada de los Estados Unidos, "hizo uso de oficiales poco capacitados técnicamente durante la investigación de la tragedia." Los historiadores, que entonces trabajaban con el almirante en el estudio del programa de propulsión nuclear de la US Navy, respondieron al almirante que no tenían detalles acerca del hundimiento del Maine. Cuando el almirante Rickover preguntó a los historiadores si podrían investigar el hundimiento, estos, ahora intrigados por el suceso, estuvieron de acuerdo. Conociendo la "insistencia en el rigor" de Rickover, según Wegner, se obtuvieron y estudiaron todos los documentos pertinentes. Estos, incluían los planos del buque y los informes de riesgo semanales del Maine, de 1912, del ingeniero jefe del proyecto, William Furgueson. Estos informes incluían numerosas fotos y anotaciones de Furgueson con los números de cuadernas y tracas de las partes correspondientes del pecio. Dos expertos en demoliciones navales y explosiones, fueron incluidos en el equipo. A partir de lo que mostraban las fotos, estos indicaron que  "no había ninguna evidencia plausible de penetración desde el exterior", y que la explosión tuvo lugar en el interior del buque.
Wegner sugería que según el estudio de Rickover, la combinación del diseño del buque, y el cambio del tipo de carbón utilizado, pudo haber facilitado la explosión del buque. Explicó que hasta la época de la construcción del Maine, se usaban mamparos comunes para separar las carboneras de los almacenes de munición, y que los buques estadounidenses, utilizaban antracita para alimentar sus calderas. Con el incremento de la construcción de buques de acero, la Armada de los Estados Unidos, comenzó a utilizar carbón bituminoso, que arde a una mayor temperatura, permitiendo por tanto alcanzar una mayor velocidad. Sin embargo, explicaba Wegner, mientras que la antracita no está sujeta a la autocombustión, el carbón bituminoso es considerablemente más volátil. De hecho, se había informado de incendios en las carboneras de buques de la Armada antes del hundimiento del Maine, varios de los cuales estuvieron a punto de provocar explosiones. Wegner también citó en 1997 el estudio de transferencia de calor, el cual concluía que un fuego en las carboneras del tipo sugerido por Rickover podría haber tenido lugar, detonando las municiones del buque.

#### Investigación de 1998 de National Geographic
En 1998, la National Geographic Magazine encargó un análisis a Advanced Marine Enterprises (AME). Esta investigación se realizó para conmemorar el centenario del hundimiento del Maine, se basó en modelos computarizados, una técnica que no estaba disponible en investigaciones anteriores. Las conclusiones alcanzadas fueron que "aunque la autocombustión del carbón podría haber creado el nivel de temperatura de ignición para detonar los pañoles de munición adyacentes, esto no es probable que ocurriera en el Maine, ya que "las planchas del fondo identificadas como sección 1 se habrían doblado hacia afuera, y no hacia adentro," y  que "La suma de estos resultados, no es definitiva para probar que una mina fue la causa del hundimiento, pero sí para reforzar los argumentos a favor de esta teoría."
Algunos expertos, incluido el equipo del almirante Rickover y varios analistas del AME, no estaban de acuerdo con esta conclusión. Wegner afirmaba que la opinión entre los integrantes del equipo de National Geographic estaba dividida entre los miembros más jóvenes que se centraban en los modelos computarizados, y los de más edad, que se basaron en su inspección de las fotos del pecio y su experiencia. Añadían que los datos utilizados por AME concernientes al diseño y almacenamiento de munición del Maine eran defectuosos. Peor aún era la opinión de Wegner, ya que los participantes en el estudio de Rickover no fueron consultados hasta que el análisis de AME estaba prácticamente completo, demasiado tarde para confirmar la veracidad de los datos utilizados o participar con una colaboración significativa.

#### Investigación de 2002 de History Channel 'Unsolved History'
En 2002, The History Channel produjo un episodio de la serie de documentales 'Unsolved History' titulado 'Death of The USS Maine' que utilizaba fotografías, expertos navales e información de archivos para determinar las causas de la explosión. La conclusión a la que llegaron fue que el carbón de las carboneras causó la explosión, y se identificó un punto débil en el mamparo que separaba las carboneras de los pañoles de munición, que podría haber permitido que el fuego pasara de las carboneras a los almacenes de munición.

### Teorías de conspiración de operación de bandera falsa
En varias ocasiones se ha sugerido que el buque fue hundido por los Estados Unidos en una operación de bandera falsa:
- Mijaíl Khazin, un economista ruso que en algunas ocasiones dirigió la sección cultural de Komsomolskaya Pravda, dijo que "los Estados Unidos hicieron volar su propio buque, el acorazado Maine."[82] en una entrevista realizada en 2008 en Pravda, dedicada a las necesidad de realizar cambios en tiempos de crisis para alterar la psicología de la sociedad con el fin de unirla.
- Eliades Acosta, un prominente historiador cubano líder del comité de cultura del Partido Comunista de Cuba y antiguo director de la Biblioteca Nacional José Martí de La Habana, ofreció la teoría cubana de que el Maine fue hundido por los Estados Unidos en una entrevista a The New York Times, precisando que "los estadounidenses murieron por la libertad de Cuba, y eso debe ser reconocido. Pero otros querían anexionarse Cuba, y eso debe ser criticado. Si las relaciones con los Estados Unidos mejoran, todas esas cosas deberán ser vueltas a examinar de manera más justa".[83]
- Las autoridades cubanas sostienen que el buque fue deliberadamente hundido por los Estados Unidos para crear un pretexto con el que justificar una acción militar contra España. El texto incluido en el monumento al Maine de La Habana describe a los marineros como "víctimas sacrificadas al fervor de la codicia imperialista para tomar el control de Cuba",[84] que "alude a la teoría de que agentes de los Estados Unidos deliberadamente hicieron volar el buque para justificar la declaración de guerra a España".[85] Los Estados Unidos ocuparon la isla entre 1898 y 1902 y, según lo comprometido por la Enmienda Teller, no trataron de anexionarse la isla.
- El periodista hispano-peruano Eric Frattini en su libro Manipulando la historia. Operaciones de Falsa Bandera. Del Maine al Golpe de estado de Turquía afirma que una de las pruebas de que el hundimiento  fue una operación de falsa bandera es que "a pesar de que el informe de los españoles se hizo público, la prensa estadounidense no informó, o no quiso informar, de las conclusiones a las que estos llegaron"[86] y "que la comisión de investigación estadounidense no había recurrido a expertos técnicamente cualificados ni en armamento ni en ingeniería naval".[86]

En la actualidad diversos medios españoles siguen diciendo que el hundimiento del Maine fue un ataque de falsa bandera.

## Reflote y hundimiento final

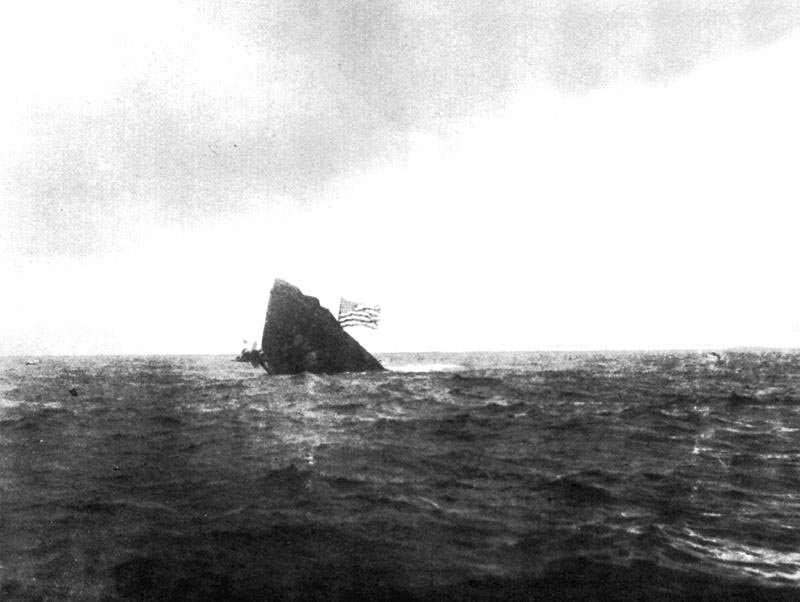
El USS Maine hundiéndose tras ser reflotado y remolcado desde el Puerto de La Habana.

Durante varios años, el Maine permaneció hundido en el puerto de La Habana, aunque era evidente que en algún momento debería ser retirado. El Maine ocupaba un valioso espacio y la acumulación de sedimento en torno a su casco amenazaba con crear un banco de arena. Adicionalmente, varios grupos patrióticos querían algún recuerdo del buque. El 9 de mayo de 1910, el Congreso autorizó fondos para la retirada del Maine, para el traslado de los cadáveres de su interior (se estimaba que había unos 80) y su entierro en el Cementerio Nacional de Arlington, así como para la retirada y transporte a Arlington del mástil principal. En ese momento, el Congreso no solicitó una nueva investigación.
El cuerpo de ingenieros de la Armada construyó coferdanes alrededor del Maine y, una vez completadas, se bombeó el agua hacia el exterior. Desde el 30 de junio de 1911, el pecio del Maine quedó a la vista. Por delante de la cuaderna 41, el buque estaba totalmente destruido: era una masa de acero retorcido y corroído que no se parecía en nada a un barco. El resto del buque estaba gravemente corroído. Los ingenieros de la Armada desmantelaron las dañadas superestructuras y cubiertas, que se echaron al mar. A mitad de camino entre la proa y la popa se construyó un tabique de hormigón y madera para sellar la parte trasera del buque. Se abrieron orificios en el fondo de la sección posterior para extraer el agua y se sellaron posteriormente con válvulas de fondo, a través de las cuales se hundiría posteriormente el buque.
El 13 de febrero de 1912, los ingenieros comenzaron a bombear agua en el interior de los coferdanes. Tres días más tarde, el interior estaba lleno con los restos del Maine a flote. Dos días después, el Maine fue remolcado por el USS Osceola. Los cadáveres hallados en su interior fueron trasladados al crucero acorazado USS North Carolina para su repatriación. El 16 de marzo, el Maine fue remolcado a cuatro millas de Cuba por el Osceola, escoltado por el North Carolina y el crucero ligero USS Birmingham. Se abrieron las válvulas de fondo y fue hundido a 1150 m de profundidad mientras el Birmingham y el North Carolina disparaban salvas de saludo.
Durante el rescate, se encontraron 66 cadáveres, de los cuales solo uno pudo ser identificado y devuelto a su pueblo natal; los otros fueron enterrados en el Cementerio Nacional de Arlington, donde permanecen enterrados 229 de sus tripulantes.

## Memoriales

### Arlington, Annapolis, La Habana
En febrero de 1898 los cuerpos recuperados de los marineros fallecidos en el Maine fueron sepultados en el cementerio Colón de La Habana. Algunos marineros heridos fueron enviados a hospitales en La Habana y Cayo Hueso, Florida. Los fallecidos en el hospital fueron sepultados en Cayo Hueso. En diciembre de 1899, los cuerpos enterrados en La Habana fueron exhumados y llevados de vuelta a los Estados Unidos para recibir sepultura en el Cementerio Nacional de Arlington donde hay un memorial que incluye el mástil del buque. 165 fueron enterrados en ese momento en Arlington, aunque los restos de uno de los marinos fueron exhumados para ser trasladados a su ciudad natal. Del resto, solo 62 estaban identificados. Nueve cuerpos no pudieron ser recuperados y 19 tripulantes están enterrados en el cementerio de Cayo Hueso, bajo la estatua de un marinero de los Estados Unidos que sostiene un remo.

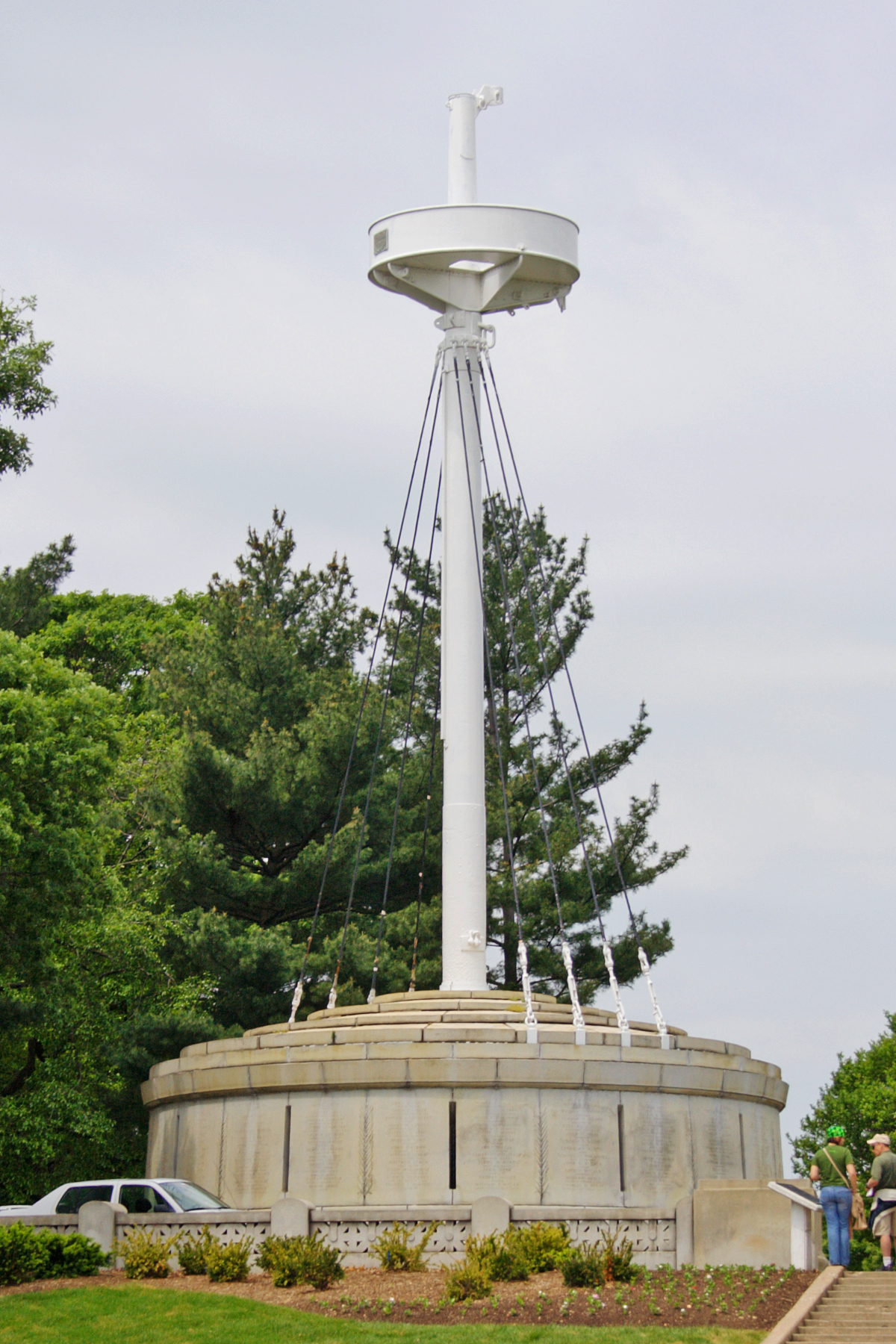
Memorial en el Cementerio Nacional de Arlington, con el mástil del buque en el centro.
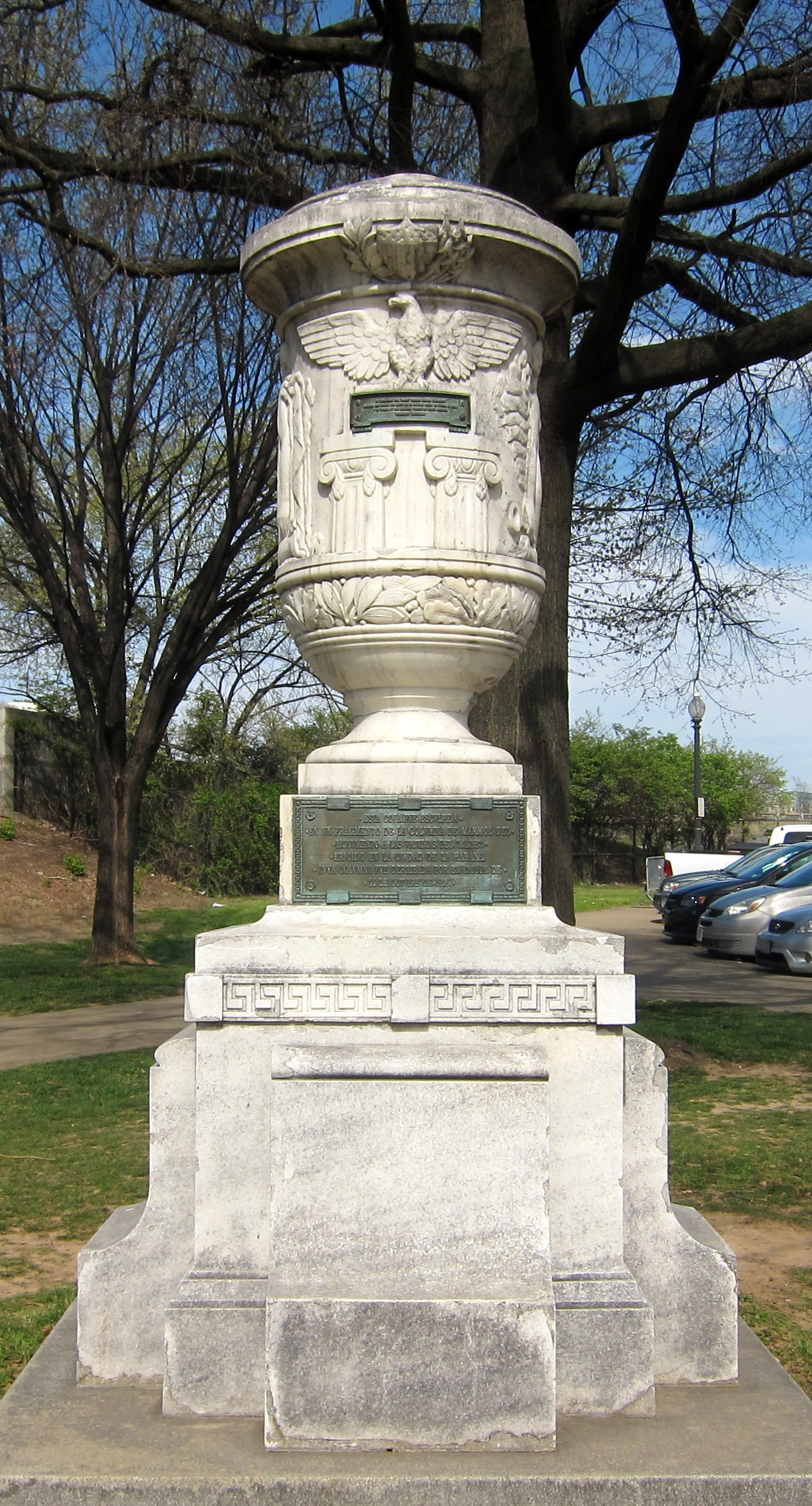
La Urna de la Amistad Cubana en Ohio Drive, Southwest, Washington, D.C., este de Potomac Park.
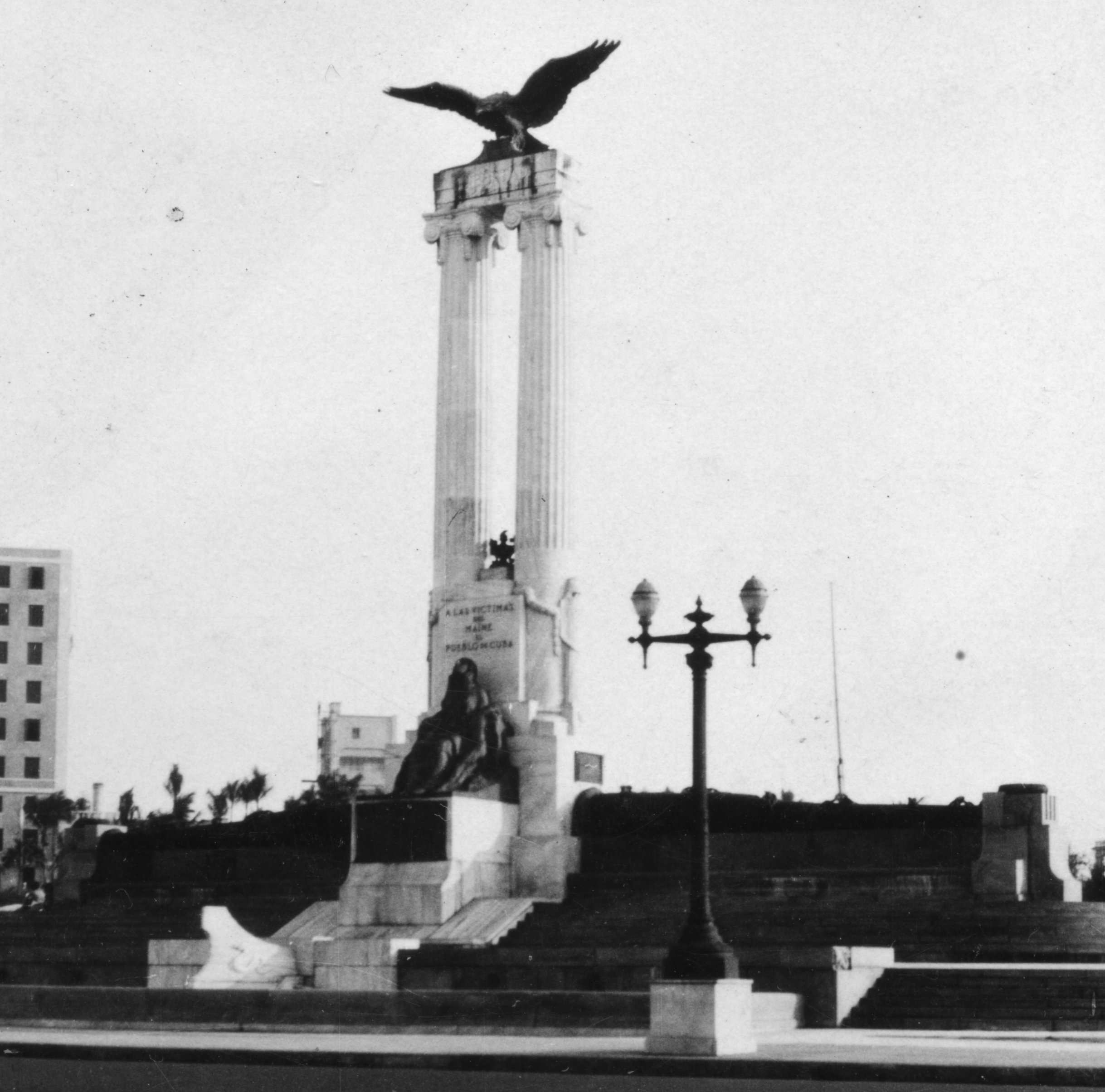
Monumento a las víctimas del USS Maine en La Habana, Cuba, c. 1930. El águila fue retirada tras la Invasión de Bahía de Cochinos.
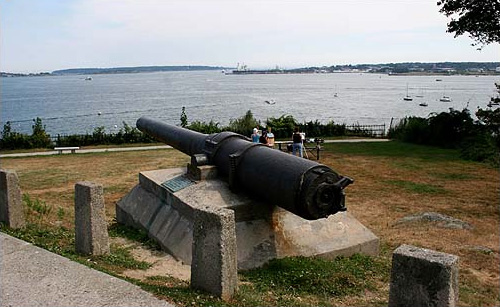
Cañón recuperado del Maine en Fort Allen Park, Portland, Maine.

El mástil de popa del Maine se halla en la Academia Naval de los Estados Unidos, en Annapolis, Maryland, lo cual dio lugar a una tradicional broma entre los cadetes, según la cual el Maine, con su mástil de proa en el Cementerio Nacional de Arlington (al norte de Virginia) y el de popa en Annapolis, era el "barco más largo de la Armada".
En 1926, el gobierno de Cuba erigió un monumento a las víctimas del Maine en el Malecón, cerca del Hotel Nacional, para conmemorar la ayuda de los Estados Unidos a Cuba para lograr su independencia de España. El monumento fue dañado por la multitud a raíz de la Invasión de Bahía de Cochinos en 1961, y el águila de la parte superior quedó parcialmente destruida y fue retirada. El gobierno cubano agregó entonces una inscripción recordando que el desastre del Maine fue debido a "la voracidad imperialista en su afán por apoderarse de la isla de Cuba".

### Monumento al USS Maine de Nueva York

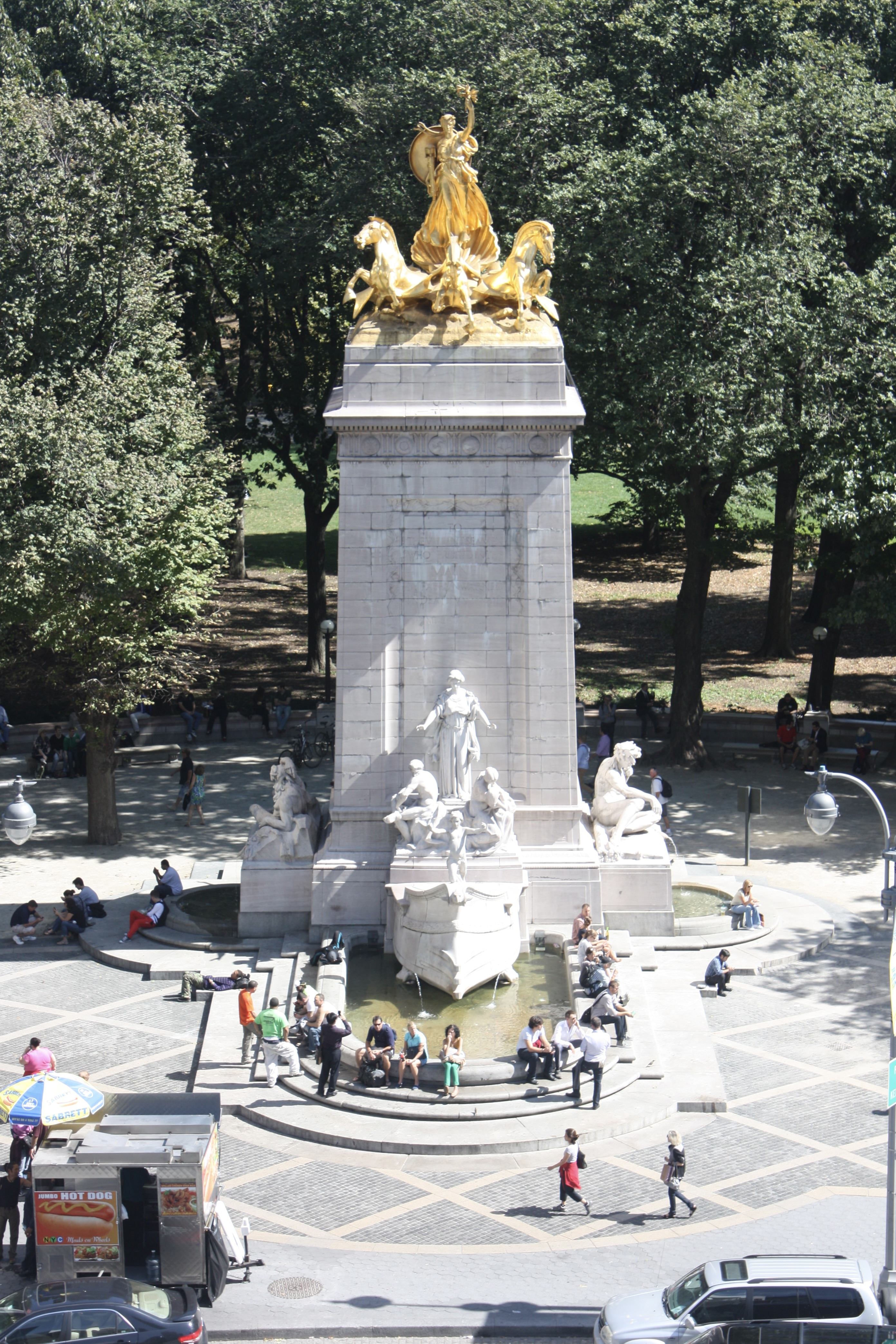
Monumento Nacional al USS Maine en de Nueva York.
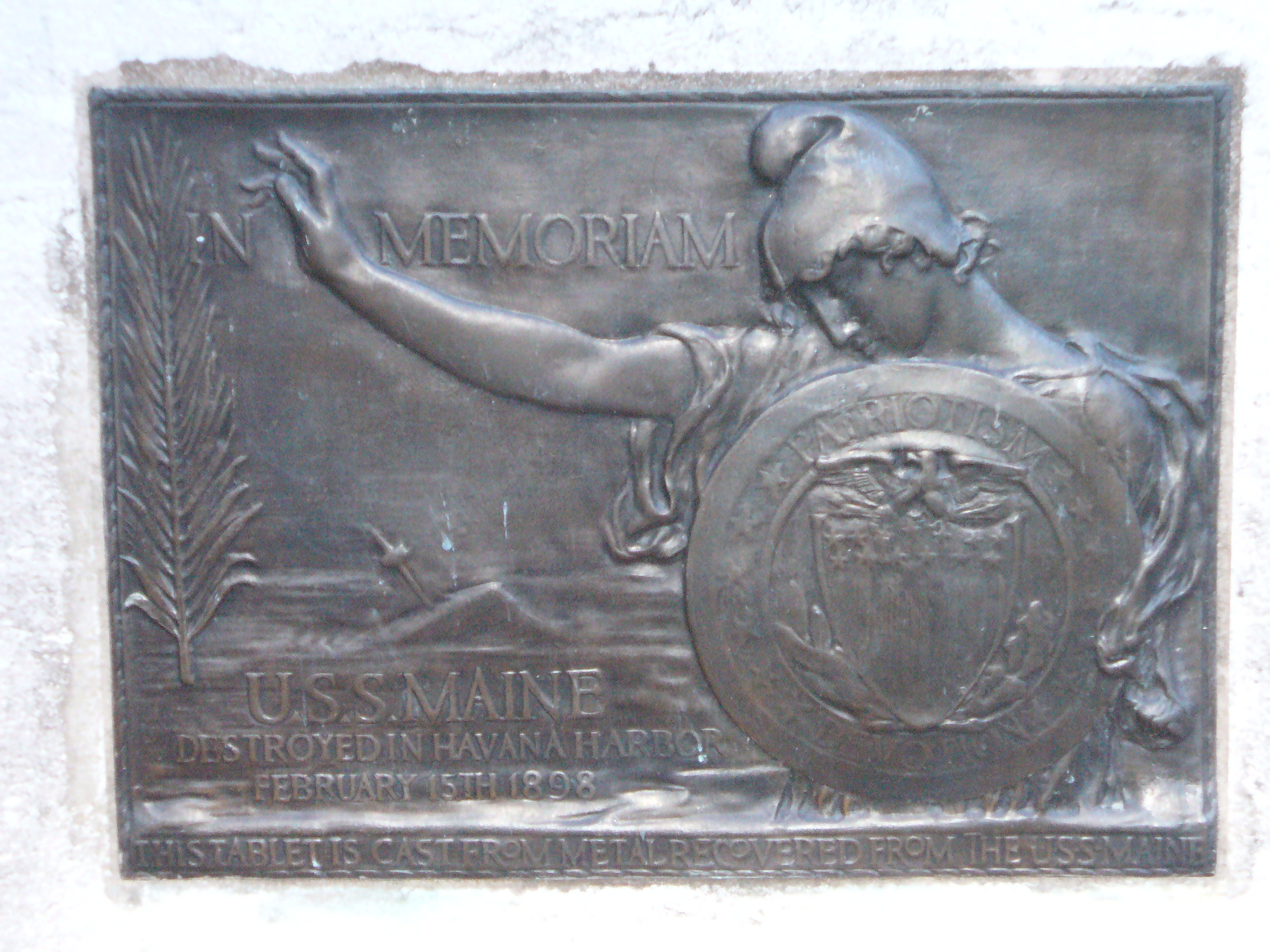
Placa memorial de Charles Keck, Monumento Nacional al USS Maine
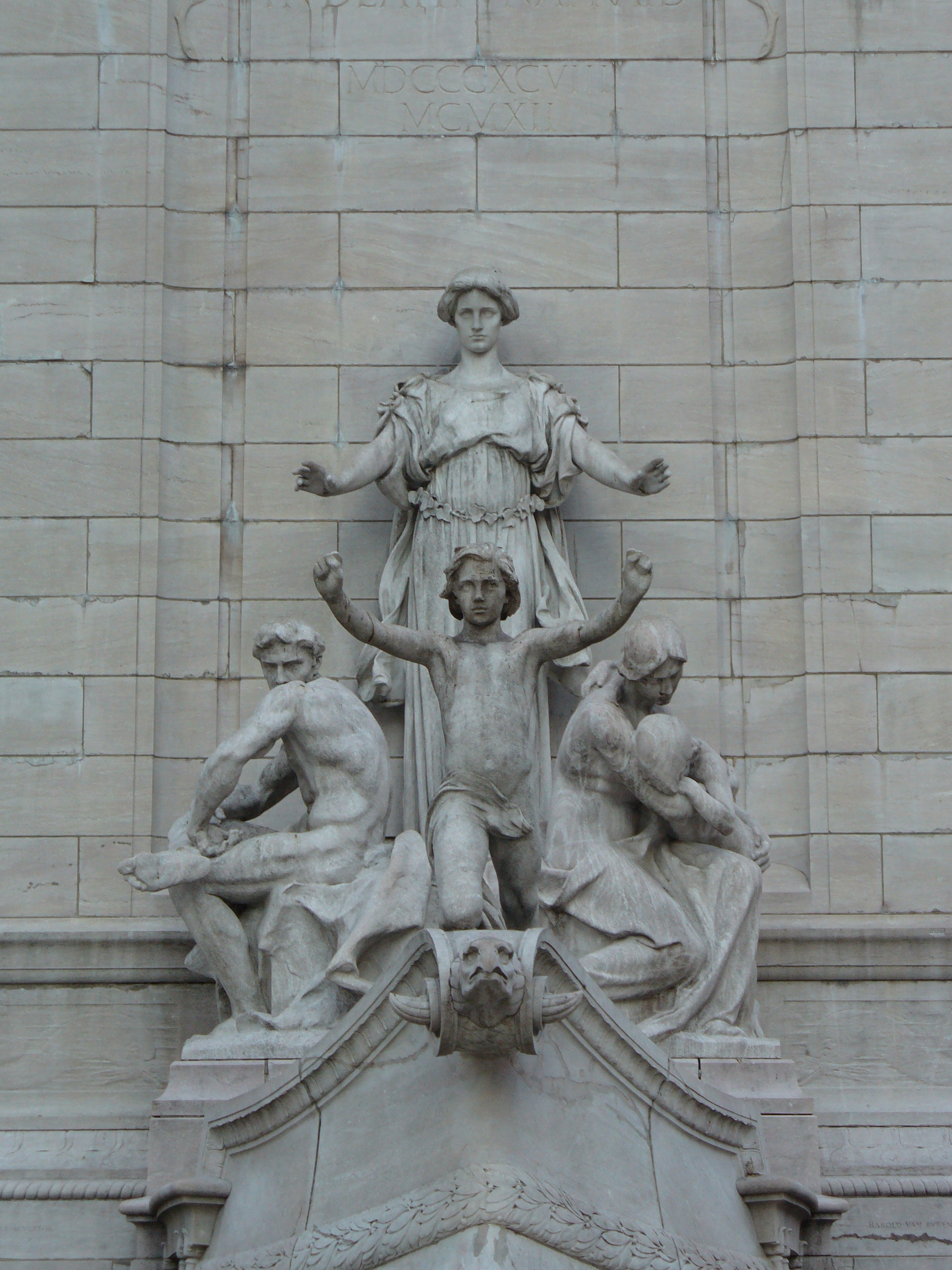
Grupo escultórico de Attilio Piccirilli en el Monumento Nacional al USS Maine
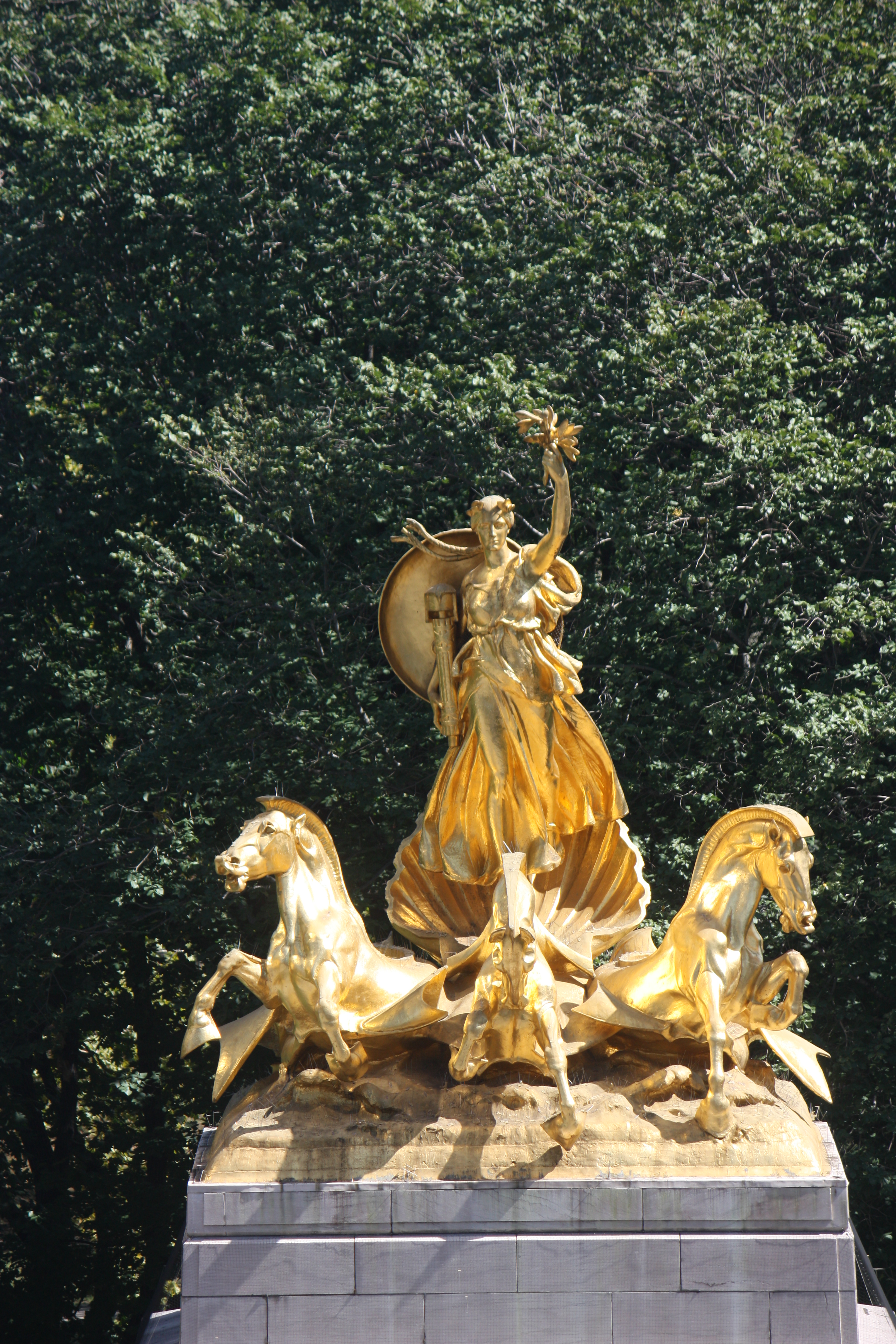
Grupo escultórico Columbia Triunfante en lo alto del Monumento Nacional al USS Maine

En 1913, el Monumento Nacional al USS Maine diseñado por Harold Van Buren Magonigle fue realizado en la ciudad de Nueva York. Localizado en la esquina suroeste de Central Park en la puerta comercial del parque, el monumento consiste en una torre central con una fuente en su base y esculturas de Attilio Piccirilli a su alrededor. Un grupo escultórico de figuras de bronce doradas encima de la torre representan a Columbia Triunfante, su carro, está formado por una concha tirado por tres hipocampos. El bronce utilizado en este grupo presuntamente provenía del metal recuperado de los cañones del Maine. Por el lado del parque del monumento está fijada una placa conmemorativa que fue fundida de metal rescatado del buque. No se sabe cuántas de estas placas fueron realizadas por el escultor Charles Keck, pero pueden encontrarse en muchas localidades de los Estados Unidos. Fueron producidas por la Jno Bronze Foundry, con amplia publicidad.

### Otros monumentos conmemorativos
- En 1898, Georges Mélies filmó la película Visite sous-marine du Maine, acerca del rescate de los cadáveres del acorazado hundido.
- En 1914, una de las seis anclas del Maine fue llevada del astillero Washington Navy Yard a un parque de Reading, Pensilvania, y dedicada como memorial en una ceremonia presidida por Franklin D. Roosevelt, entonces subsecretario de la Armada.[104]
- Una escotilla de latón recuperada de un tubo lanzatorpedos del Maine está expuesta en el Lakeside Park de Oakland, CA. Fue robada de su lugar de exposición en mayo de 2011, pero fue rápidamente recuperada por las autoridades, antes de que los ladrones consiguieran venderla como chatarra.[105]
- Un monumento que consiste en el escudo y volutas de la proa de la nave se encuentra en Bangor, Maine.
- La base de la torre de mando del Maine se encuentra en exposición en el Westbrook Veterans Memorial Park en Canton, Ohio, ciudad natal del Presidente McKinley.
- Se colocaron unos proyectiles de su artillería principal, junto con pequeñas placas como memoriales, en el Hogar del Soldado de Marion, Indiana (actualmente VA Hospital y cementerio nacional), frente al Palacio de Justicia del Condado de St. Joseph en South Bend, Indiana, en Point Defiance Park en Tacoma, Washington y en el Old Soldiers' Home de Mineápolis, Minesota. Hay un proyectil de la artillería principal frente a la entrada del ayuntamiento de Lewiston, Maine.
- Un monumento al Maine, con una porción del eje del motor y la hélice de bronce, se halla en Pompton Lakes, Nueva Jersey.[106]
- El cabrestante estuvo expuesto en la Batería de Charleston, Carolina del Sur, hasta 2006; actualmente está a la espera de su reinstalación.[107]

### Buques similares
USS Texas